# 2016
Évszázadok: 20. század – 21. század – 22. század
Évtizedek: 1960-as évek – 1970-es évek – 1980-as évek – 1990-es évek – 2000-es évek – 2010-es évek – 2020-as évek – 2030-as évek – 2040-es évek – 2050-es évek – 2060-as évek
Évek: 2011 – 2012 – 2013 – 2014 –  2015 – 2016 – 2017 – 2018 – 2019 – 2020 – 2021

## Események

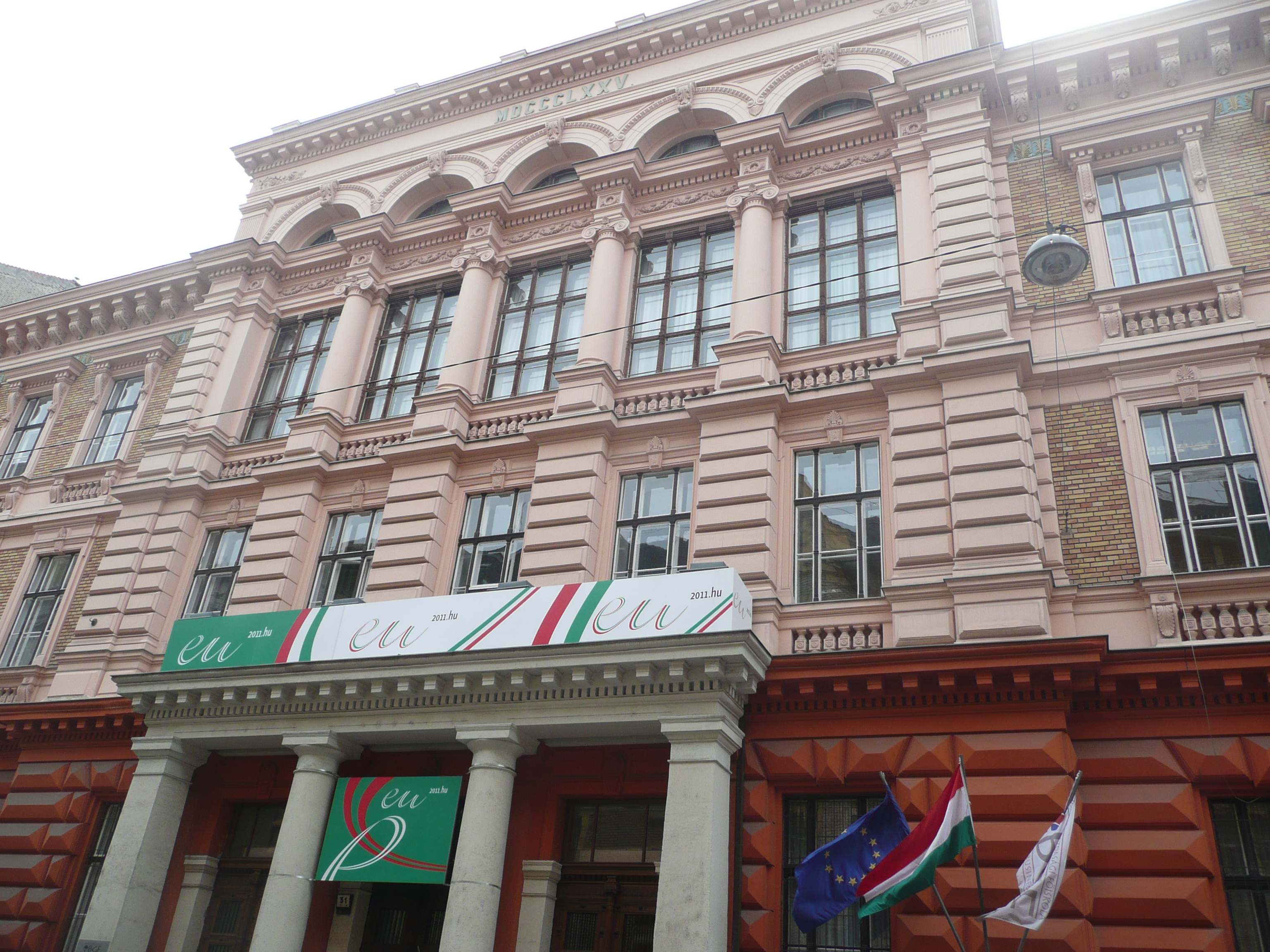
Budapesti Gazdasági Egyetem

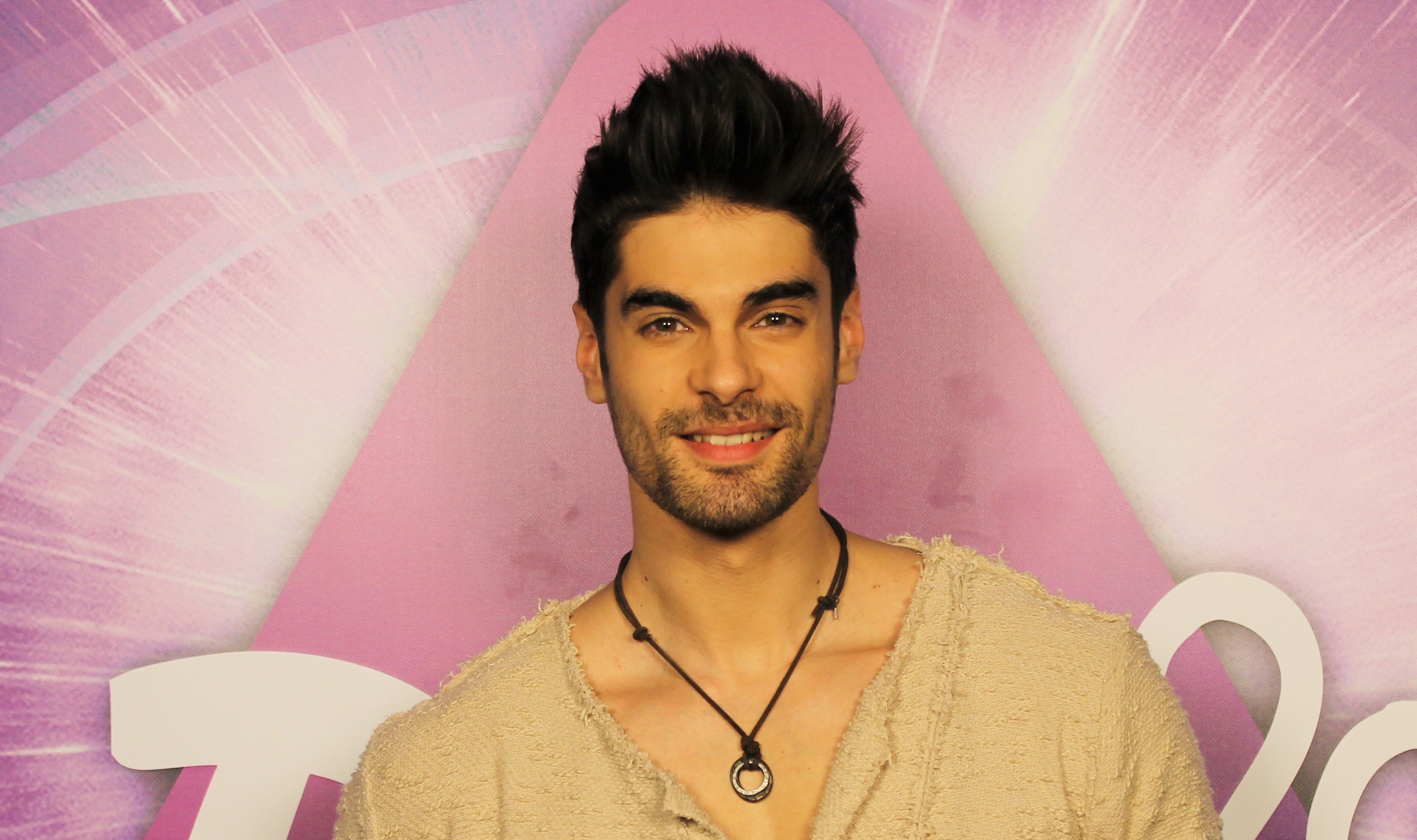
Freddie, A Dal 2016 győztese

### Január
- január 1. – Életbe lép az EU és Ukrajna közötti szabad-kereskedelmi egyezmény (DCFTA)[1](wd)
- január 1. – Június végéig Hollandia veszi át Luxemburgtól az Európai Unió Tanácsának soros elnökségét.[2]
- január 1. – A nemzeti felsőoktatásról szóló 2011. évi CCIV. törvény 2015. évi módosítása értelmében a Budapesti Gazdasági Főiskola Budapesti Gazdasági Egyetemként működik tovább.
- január 1. – Az MH 34. Bercsényi László Különleges Műveleti Zászlóalj és az MH 88. Könnyű Vegyes Zászlóalj fúziójával Szolnokon megalakul az MH 2. Különleges Rendeltetésű Ezred (MH 2. KRE).[3] (2017. szeptember 1-jei hatállyal jogállása dandár jogállásúra módosul, ezzel egyidejűleg a megnevezése MH 2. vitéz Bertalan Árpád Különleges Rendeltetésű Dandár (MH 2. KRDD) megnevezésre módosul.)[4]

### Február
- február 6. 6.4 magnitúdójú földrengés történik a dél-tajvani Pingtung City-nél(wd) 23 kilométer mélyen. A földrengés következtében 59 ember elhunyt, 76 ember eltűnt és 549 ember megsérült.[5][6]
- február 12. – Ferenc pápa és Kirill moszkvai pátriárka Havannában találkozik és közös nyilatkozatot adnak ki. (Az 1054-es nagy egyházszakadás óta először ült egy asztalhoz a két keresztény egyház vezetője.)
- február 27. – Freddie és a Pioneer című dal nyeri az Eurovíziós Dalfesztivál magyarországi előválogatóját, A Dalt.[7]
- február 29. – A 88. Oscar-gálán Nemes Jeles László Saul fia című filmje nyeri el a legjobb idegen nyelvű filmnek járó Oscar-díjat.

### Március
- március 5. – A balközép Smer győz a szlovákiai parlamenti választáson, azonban abszolút többségét elveszti.
- március 14. – Vlagyimir Putyin orosz elnök elrendeli a Szíriában harcoló orosz katonai haderő fő részének kivonását.[8]
- március 15. – 4–1 eredménnyel fejeződik be az AlphaGo számítógépes goprogram és I Szedol (Lee Se-dol) dél-koreai 9 danos profi gojátékos öt játszmából álló mérkőzése. (Ez volt az első eset, hogy mesterséges intelligencia ilyen erős játékost legyőzött.)
- március 15. – A nemzeti ünnep alkalmából a Magyar Érdemrend különböző fokozatait 21-en, a Kossuth-díjat 18-an, a Széchenyi-díjat 17-en veszik át Áder János köztársasági elnöktől az Országházban.
- március 20. – Kubába látogat Barack Obama amerikai elnök, hogy biztosítsa a két ország között – több mint fél évszázadig fagyos viszony után a – 2014 decemberében kezdődött enyhülés tartósságát. (Az 1959-es kubai forradalom győzelme óta Obama az első hivatalban lévő amerikai elnök, aki a kommunista vezetésű szigetországba látogat.)[9]
- március 22. – Felfegyverkezett terroristák robbantásos merényletet hajtanak végre Brüsszel két forgalmas közlekedési csomópontján, a repülőtéren, és a Maelbeek/Maalbeek metróállomáson. A merénylet során több mint 300 ember megsérül, 34-en életüket vesztik.[10]
- március 23. – Robert Fico szlovák kormányfő benyújtja kormánya lemondását Andrej Kiska államfőnek, aki ezt elfogadja, majd kinevezi a parlamenti választásokat követő újonnan megalakuló kormány élére.[11]
- március 24. – A hágai Nemzetközi Törvényszék megállapítja Radovan Karadžić volt boszniai szerb elnök felelősségét a srebrenicai mészárlásban és első fokon 40 év börtönre ítéli népirtás, háborús és emberiesség elleni bűntettek miatt.[12]
- március 31. – Az egykori Jugoszlávia területén elkövetett háborús bűnöket vizsgáló hágai Nemzetközi Törvényszék felmenti a háborús bűnök elkövetésével vádolt Vojislav Šešeljt, a Szerb Radikális Párt (SRS) elnökét.[13] Pláce de la République, Párizs (2016 májusa)

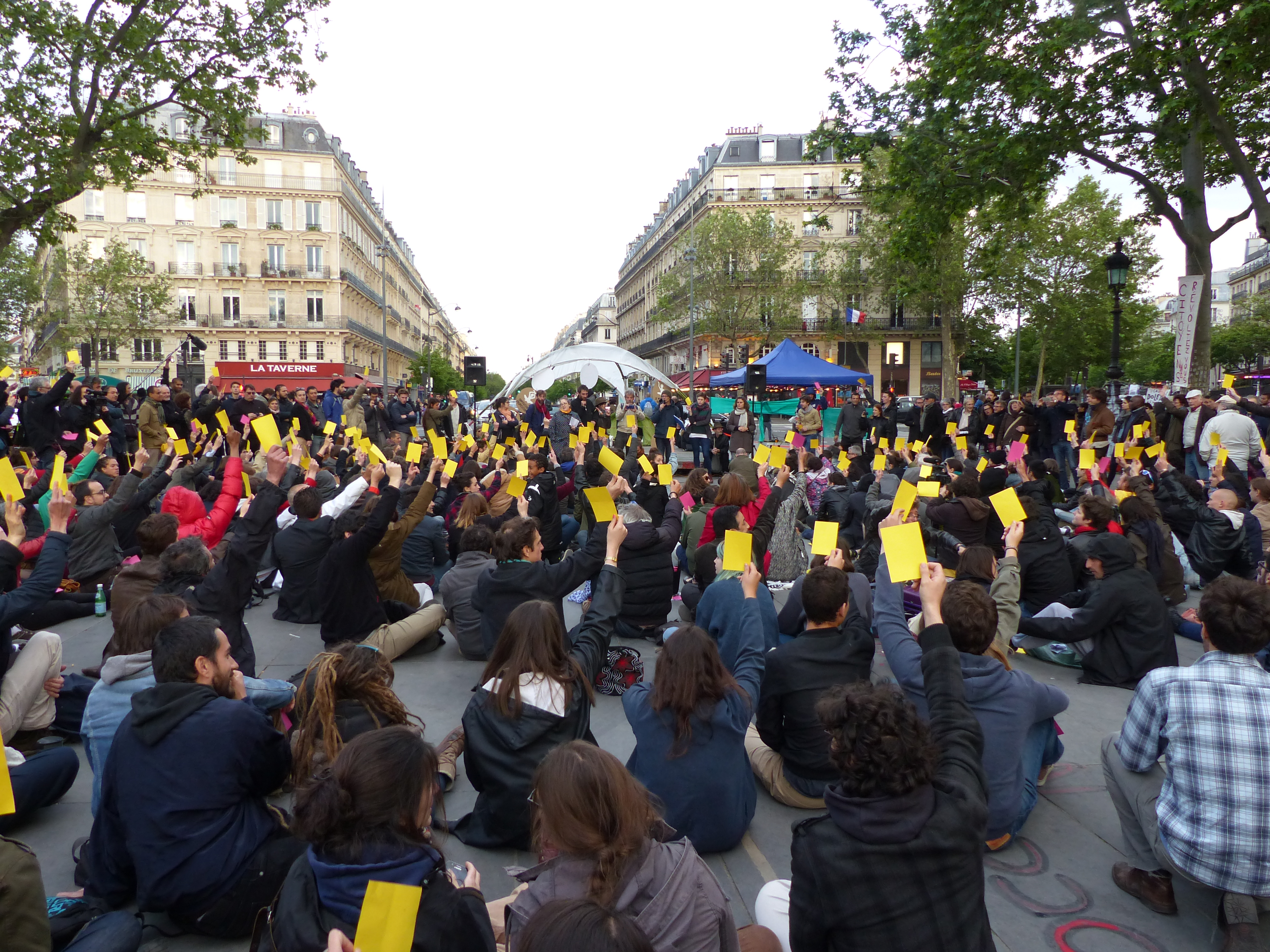
Pláce de la République, Párizs (2016 májusa)

- március 31. – Párizsban tüntetés-sorozat („nuit debout”(wd), kb. „maradj talpon éjszaka”) veszi kezdetét a francia kormány új munkaügyi törvénye és munkajogi intézkedései ellen.

### Április
- április 3. – Kipattan a Panama-akták botránya.
- április 6. – Hollandiában népszavazáson utasítják el az Európai Unió és Ukrajna közötti társulási szerződés ratifikálását.[14]
- április 11. – A Magnus Aircraft eFusion repülőgépe a világon először hajt végre sikeres repülést elektromos hajtással.[15]
- április 15. – A Richter-skála szerinti 6,5-ös fokozatú földrengés rázza meg Japán déli részét, melynek epicentruma a Kjúsú szigetén lévő Kumamoto várostól 11 kilométerre volt.[16] (A rákövetkező két napban több földmozgás is követte egymást, köztük voltak kimondottan nagy erejű, 7,3-as és 7,1-es erősségűek is. A három nap leforgása alatt összességében háromszáznyolcvannyolc földrengés rázta meg az országot.)[17]
- április 17. 7,8-as erősségű földrengés tört ki Ecuadorban, 27 km-re Muisne(wd) városától.[18]
- április 19. – Japán bejelenti, hogy New Yorkban április 22-én aláírja a párizsi klímacsúcson 2015. december 12-én elfogadott keretmegállapodást.[19]
- április 21. – Elhunyt Prince, születési nevén Prince Rogers Nelson, Minneapolis, Minnesota, USA.
- április 22. – New Yorkban, az ENSZ székhelyén a Föld napján (2009-től a „Földanya Nemzetközi Napján”) több mint száz ország részvételével, mintegy hatvan államfő jelenlétében kerül sor a Párizsban a 2015-ös ENSZ klímaváltozási konferencián december 12-én létrehozott keretmegállapodás ünnepélyes aláírására.[20][21] A Szojuz–2.1a indítása a Vosztocsnij űrrepülőtérről

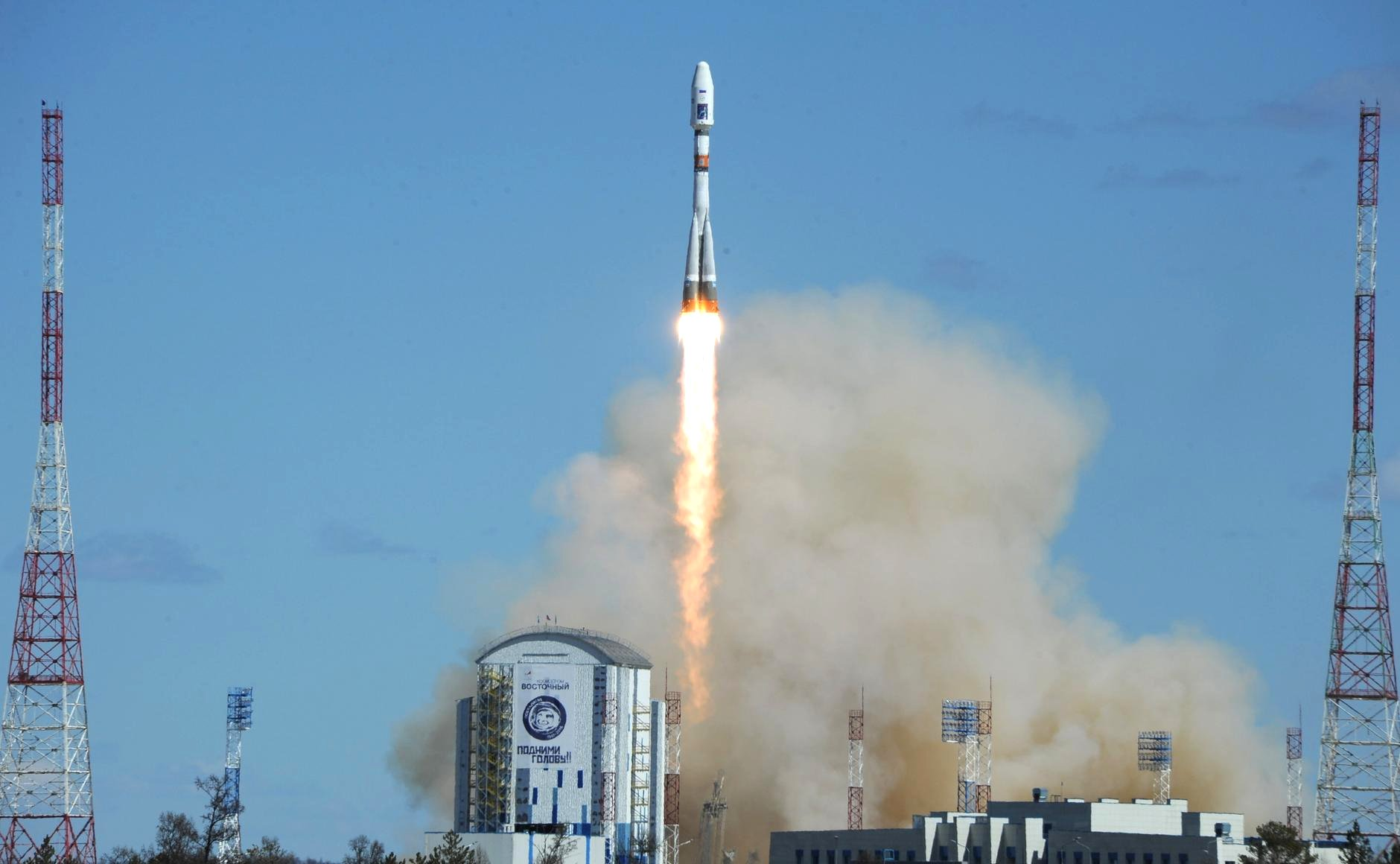
A Szojuz–2.1a indítása a Vosztocsnij űrrepülőtérről

- április 24. – Szerbiában az Aleksandar Vučić vezette jobbközép Szerb Haladó Párt (SNS) nyeri az előre hozott parlamenti választásokat.[22]
- április 24. – A jobboldali Osztrák Szabadságpárt jelöltje, Norbert Hofer szerzi meg a legtöbb szavazatot az osztrák államfőválasztás első fordulójában.[23]
- április 25. – Elkezdődik a Ríf Dimask-i offenzíva.
- április 28. – Elindul a Vosztocsnij űrrepülőtérről az első Szojuz–2.1a hordozórakéta, mely három műholdat állít Föld körüli pályára.
- április 29. – A tádzsik elnök aláírja azt a törvényt, amely betiltja a „helyi hagyományoktól és kultúrától idegen” orosz végződésű családneveket Tádzsikisztánban. (Az újszülöttek anyakönyvi kivonatában ezentúl nem szerepelhet „-ov” vagy „-ev” végződés. A többségében muzulmánok lakta országban az 1930-as években kezdődött meg a nevek oroszosítása, miután a közép-ázsiai ország a Szovjetunió tagállamává vált.)[24]

### Május

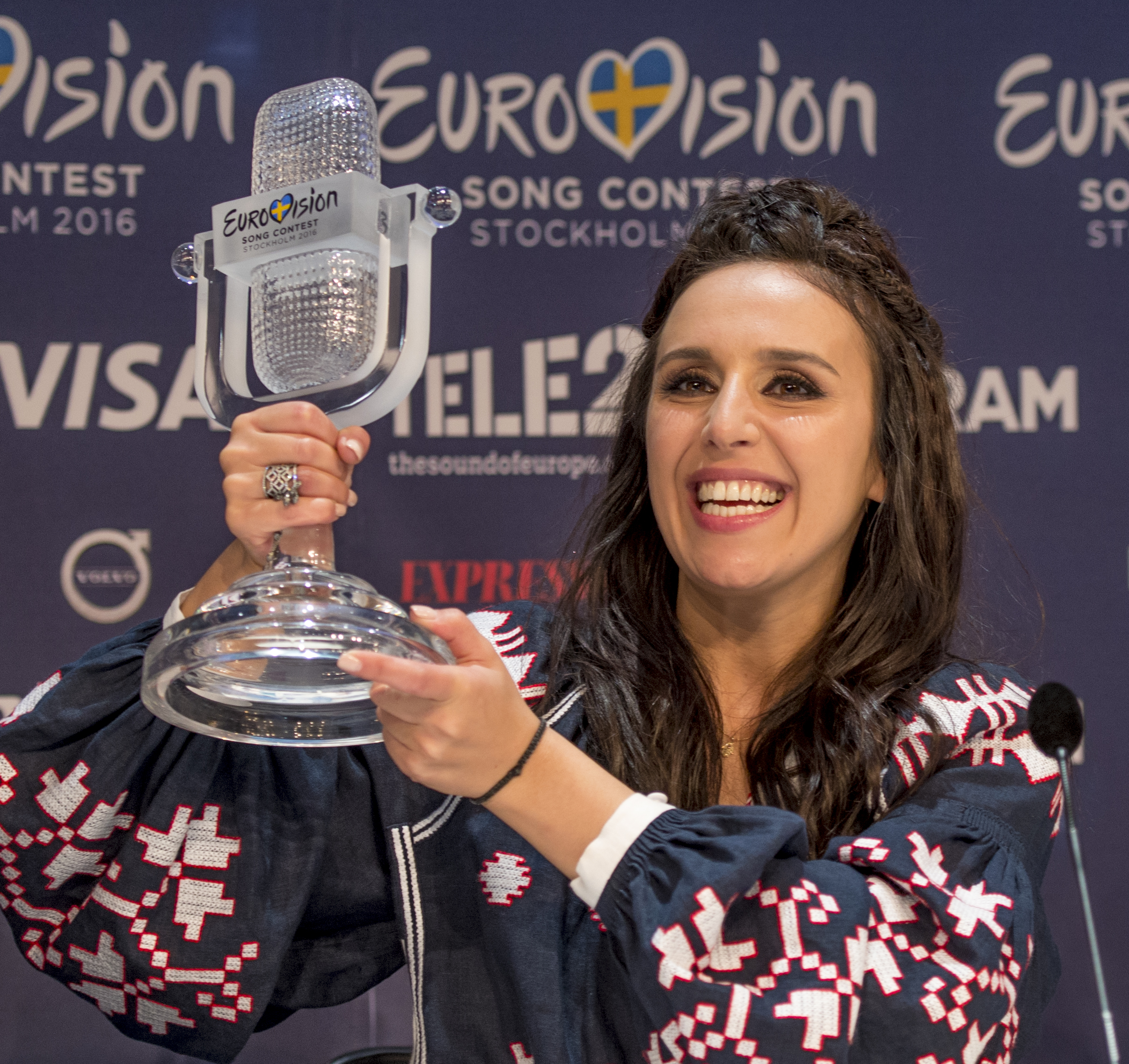
Az ukrán versenyző, Jamala; a 2016-os Eurovíziós Dalfesztivál győztese

- május 3. – VI. Fülöp spanyol király aláírja azt a rendeletet, amellyel feloszlatja a parlamentet és új választásokat ír ki, miután a december 20-i parlamenti választások óta eltelt több mint négy hónapban a törvényhozás nem tudott új kormányfőt választani.[25]
- május 4. – A belgiumi Monsban Curtis Scaparrotti amerikai tábornok átveszi a NATO Szövetséges Fegyveres Erők európai legfelső parancsnoki (Supreme Allied Commander Europe, SACEUR) tisztséget Philip Breedlove tábornoktól. (A NATO európai erőinek főparancsnoki tisztét mindig amerikai tábornok tölti be, aki egyúttal az Európában állomásozó amerikai erők főparancsnoka is.)[26]
- május 14. – A Jamala által képviselt Ukrajna megnyeri a 61. Eurovíziós Dalfesztivált a svéd fővárosban, Stockholmban. Második helyen végez Dami Im Ausztrália színeiben, a harmadik helyezést Sergey Lazarev (Oroszország) kapja meg. A magyar induló, Freddie a 19. helyen végez a fesztivál 26 fős döntőjében.[27]
- május 16. – Elkezdődik a rutbai offenzíva.
- május 20. – Magyarországon hatályba lép az elektronikus cigaretta használatát korlátozó szabályozás.[28]
- május 20. – A török parlament kétharmados többséggel elfogadja a parlamenti képviselő mentelmi jogának eltörléséről szóló alkotmánymódosító törvényjavaslatot. (Recep Tayyip Erdoğan elnök június 7-én írta alá a szöveget, mely másnap életbe is lépett.[29] E törvény alapján novemberben letartóztatták az ellenzéki Népek Demokratikus Pártja (HDP) nevű kurdbarát párt társelnökeit és parlamenti képviselőit.)[30]
- május 22. – Az osztrák elnökválasztás második fordulója,[31] melyet Alexander Van der Bellen, a Zöldek egykori elnöke nyer meg. (Harmincezer szavazattal győzte le az első fordulót még magabiztosan nyerő Norbert Hofert, a szélsőjobboldali Osztrák Szabadságpárt (FPÖ) jelöltjét.)[32]
- május 23. – Barack Obama amerikai elnök bejelenti a Vietnám elleni fegyverembargó teljes feloldását. (Az amerikai elnök több megállapodást köt délkelet-ázsiai partnereivel, így például szerződést írtak alá arról, hogy a Pratt and Whitney amerikai cég 135 hajtóművet ad el a Vietjet légitársaságnak, míg a Boeing repülőgépgyártó száz utasszállító repülőgépet.)[33]
- május 24. – Elsősorban környezetvédelmi kérdésekről tárgyal David Cameron brit miniszterelnökkel Londonban Áder János köztársasági elnök. (Cameron a Downing Street-i miniszterelnöki hivatalban fogadta a magyar államfőt.).[34]
- május 24. – Bűnvádi eljárást indít a román korrupcióellenes ügyészség (DNA) Călin Popescu-Tăriceanu szenátusi elnök, volt kormányfő ellen, akit hamis tanúzással és bűnpártolással gyanúsítanak egy ingatlanrestitúcióval kapcsolatos korrupciós ügyben.[35]

### Június

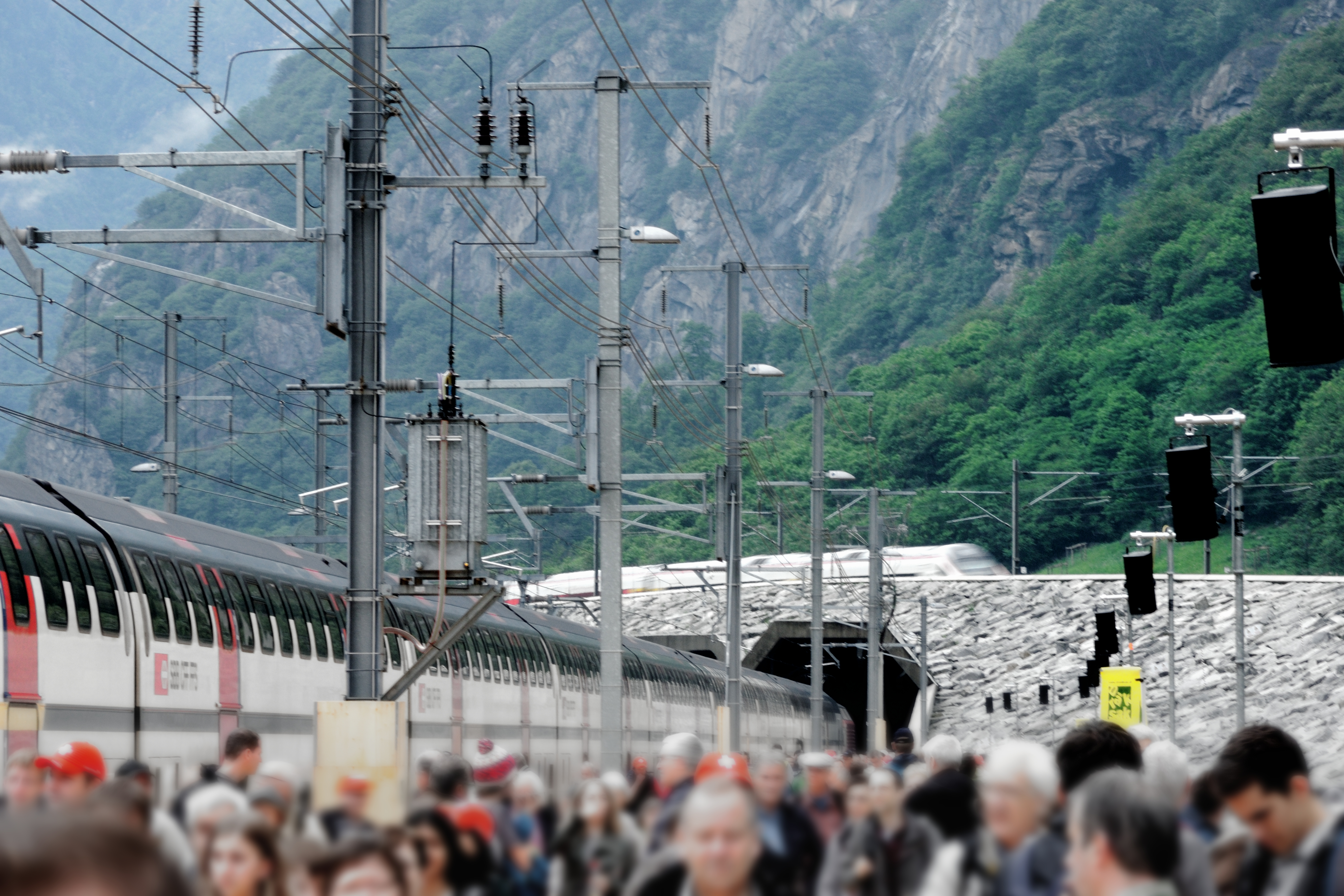
A Gotthárd-bázisalagút (beiktatás)

Szavazólap a brit EU-tagságról

- június 1. – Megnyitják a svájci Alpokban a 17 év alatt megépített 57 km hosszú Gotthárd-bázisalagutat, a világ leghosszabb vasúti alagútját.
- június 2. – A német szövetségi parlament népirtásnak minősíti az egykori Oszmán Birodalomban, az első világháború alatt elkezdett örményellenes mészárlásokat.[36]
- június 5. – Ferenc pápa szentté avatja az első lengyel szerzetesrendet megalapító Johann Papczynskit, valamint a svéd protestáns családból származó Elisabeth Hesselbladot, aki számtalan zsidót mentett meg a második világháború alatt.[37]
- június 5. – A perui elnökválasztás második fordulóján – szoros versenyben – a 77 éves veterán közgazdász, Pedro Pablo Kuczynski győz a Fuerza Popular párt vezetője, Keiko Fujimori előtt.[38]
- június 8. – A román parlament módosítja az ország címerét, amelyen a sasra visszahelyezték az ország függetlenségét jelképező acélkoronát. (Az állami intézményeknek 2018-ig kell áttérniük az új címerre, ugyanakkor a Román Nemzeti Bank által korábban kibocsátott, koronás címer nélküli fizetőeszközök 2018 után is forgalomban maradnak.)[39]
- június 10. – 2016-os labdarúgó-Európa-bajnokság kezdete.
- június 12. – Egy szélsőséges iszlamista terrorista 50 emberrel végez – további 53-at pedig megsebesít – a floridai Orlando Pulse nevű éjszakai melegbárjában. (A 29 éves Omar Mateen a mészárlással beírta magát az USA történelmébe, hiszen lőfegyverrel még senki sem szedett ennyi áldozatot.)[40]
- június 16. – A horvát parlament megvonja a bizalmat Tihomir Orešković technokrata kormányfőtől, és ezzel az általa vezetett kormány is megbukik. (A miniszterelnök ügyvivőként hivatalban marad az új kabinet megalakulásáig.)[41]
- június 20. – Üzbegisztánban felavatják a Kamchiq Vasúti Alagutat.[42]
- június 20. – A horvát parlament július 15-i hatállyal feloszlatja magát.[43]
- június 22. – Magyarország - Portugália 3:3
- június 23. – Népszavazást tartanak az Egyesült Királyságban az ország Európai Uniós tagságáról. (A szavazók 51,9 százaléka az Unióból való kilépésre szavazott.)[44]
- június 24. – David Cameron brit miniszterelnök bejelenti, hogy távozik hivatalából, miután az EU-tagságról rendezett népszavazáson a választók többsége a kilépésre voksolt.[45]
- június 25. – A Magyar Szocialista Pártban Molnár Gyulát választják meg a párt új elnökének.[46]
- június 26. – Parlamenti választásokat tartanak Spanyolországban.[25] (A választásokat ismételten a Mariano Rajoy vezette jobboldali Néppárt nyerte.)[47]
- június 27. – A magyar futball válogatott fogadása a Hősök Terén
- június 27. – Elkezdődik a latakiai offenzíva.
- június 28. – Az Európai Tanács rendkívüli ülésén David Cameron brit miniszterelnök tájékoztatja az uniós országok vezetőit az Egyesült Királyság EU-tagságáról szóló népszavazás után kialakult helyzetről, de nem deklarálja formálisan országa kilépését az Európai Unióból.[48]
- június 30. – Beiktatják a Fülöp-szigetek elnöki tisztségébe Rodrigo Dutertét. (Első intézkedései között Duterte „kíméletlen hadjáratot” hirdetett a kábítószer-fogyasztás ellen.)[49]

### Július
- július 1.
  - December végéig Szlovákia veszi át Hollandiától az Európai Unió Tanácsának soros elnökségét.[2]
  - Az osztrák alkotmánybíróság kimondja, hogy – a szavazatszámlálás körüli szabálytalanságok miatt – egész Ausztriában meg kell ismételni az elnökválasztást.[50]
- július 2. Általános választás Ausztráliában
- július 10. – 2016-os labdarúgó-Európa-bajnokság (döntő)
- július 13. – II. Erzsébet királynő a korábbi belügyminisztert, Theresa May-t bízza meg kormányalakítással, miután David Cameron miniszterelnök korábban benyújtotta lemondását.[51]
- július 14. – Terrortámadás Nizzában a francia nemzeti ünnepen.[52]
- július 15. – Török katonák egy csoportja sikertelen puccskísérletet követ el a kormány ellen.[53] (A katonaság átvette az uralmat több állami intézmény és televíziócsatorna, így a TRT televízió fölött. Lezárták a Boszporusz hídjait, a repülőtereket és katonai igazgatást, kijárási tilalmat vezettek be. Az államcsínykísérletet másnapra felszámolták.)[54]
- július 18. – Egy 17 éves afgán férfi Würzburgban baltával támad rá egy hongkongi házaspárra és két gyermekükre egy vonaton.[55]
- július 22. – Egy iráni származású fiatalember Münchenben az Olympia bevásárlóközpontban lelő 9 embert, köztük egy magyart.[56]
- július 24. – A bajorországi Ansbach városban egy 27 éves szíriai menedékkérő öngyilkos pokolgépes merényletet követ el, mert nem kapta meg a menekültstátuszt.[57]
- július 26. – Két iszlamista fegyveres egy túszdráma során megöli Jacques Hamel 86 éves papot az észak-franciaországi Saint-Étienne-du-Rouvray templomában.[58]
- július 26–31. – Ifjúsági Világtalálkozó Krakkóban mintegy kétmillió zarándok, köztük 4000 magyar fiatal részvételével.[59][60]
- július 28. – Pedro Pablo Kuczynski perui elnök megkezdi ötéves mandátumát.[61]
- július 28. – Hillary Clinton volt külügyminiszter hivatalosan is az amerikai Demokrata Párt elnökjelöltjévé válik, miután a philadelphiai pártkonvenció zárónapján bejelentette, hogy elfogadja a jelölését.[62] (Az Egyesült Államok történelmében Hillary Clinton az első női elnökjelölt.)[63]

### Augusztus
- augusztus 11. – Szerbiában megalakul az Aleksandar Vučić vezette új szerb kormány.[64]
- augusztus 15.
  - az atmei határállomásnál egy szír felkelőkkel teli kereszteződésben egy öngyilkos robbantás 40 szíriai felkelőt és több polgári lakost megöl.
  - elkezdődik a ráji csata.
- augusztus 24. – A Richter-skála szerint 6,2-es erősségű földrengés rázza meg Olaszország középső részét, melynek epicentruma Lazio és Umbria régió határán, Amatrice térségében volt.[65]

### Szeptember
- szeptember 4. – A katolikus egyház szentté avatja Teréz anyát.[66]
- szeptember 4. – Tartományi törvényhozási (Landtag-) választás Mecklenburg-Elő-Pomerániában, ahol a szociáldemokrata párt (SPD) végzett az első helyen, míg az Angela Merkel kancellár vezette Kereszténydemokrata Unió (CDU) – a berlini vezetés menekültpolitikáját élesen bíráló – Alternatíva Németországnak (AfD) nevű párt mögé szorulva a harmadik helyen végez.[67]
- szeptember 8. – Hovik Abrahamján örmény miniszterelnök bejelenti lemondását annak hatására, hogy július végén fegyveres férfiak elfoglalták a jereváni rendőrkapitányságot és a rendőröket túszként tartottak, akik közül kettő meg is halt.[68]
- szeptember 8. – A NASA elindítja az OSIRIS-REx űrszondát a 101955 Bennu kisbolygó felé.[69]
- szeptember 10. – Elkezdődik a kunajtirai offenzíva.
- szeptember 11. – Előrehozott parlamenti választásokat tartanak Horvátországban, melyet a kormányzó konzervatívok nyernek. (A 151 fős száborban a jobboldali Horvát Demokratikus Közösség (HDZ) 61, míg a legnagyobb ellenzéki erő, a Szociáldemokrata Párt (SDP) vezette koalíció 54 mandátumot szerzett. Így egyik pártnak sem sikerült egyedül kormányt alakítania.)[70]
- szeptember 12. – Wolfgang Sobotka osztrák belügyminiszter bejelenti, hogy az osztrák államfőválasztás – október 2-ára tervezett – második fordulójának megismétlését elhalasztják. (A december 4-ére történő csúszás oka, hogy számos hibás szavazócédula miatt nem lehetséges a szavazás jogszerű és kifogástalan lebonyolítása.)[71]
- szeptember 24. – Teréz körúti robbantás
- szeptember 28. – Kitör a Matthew hurrikán.

### Október

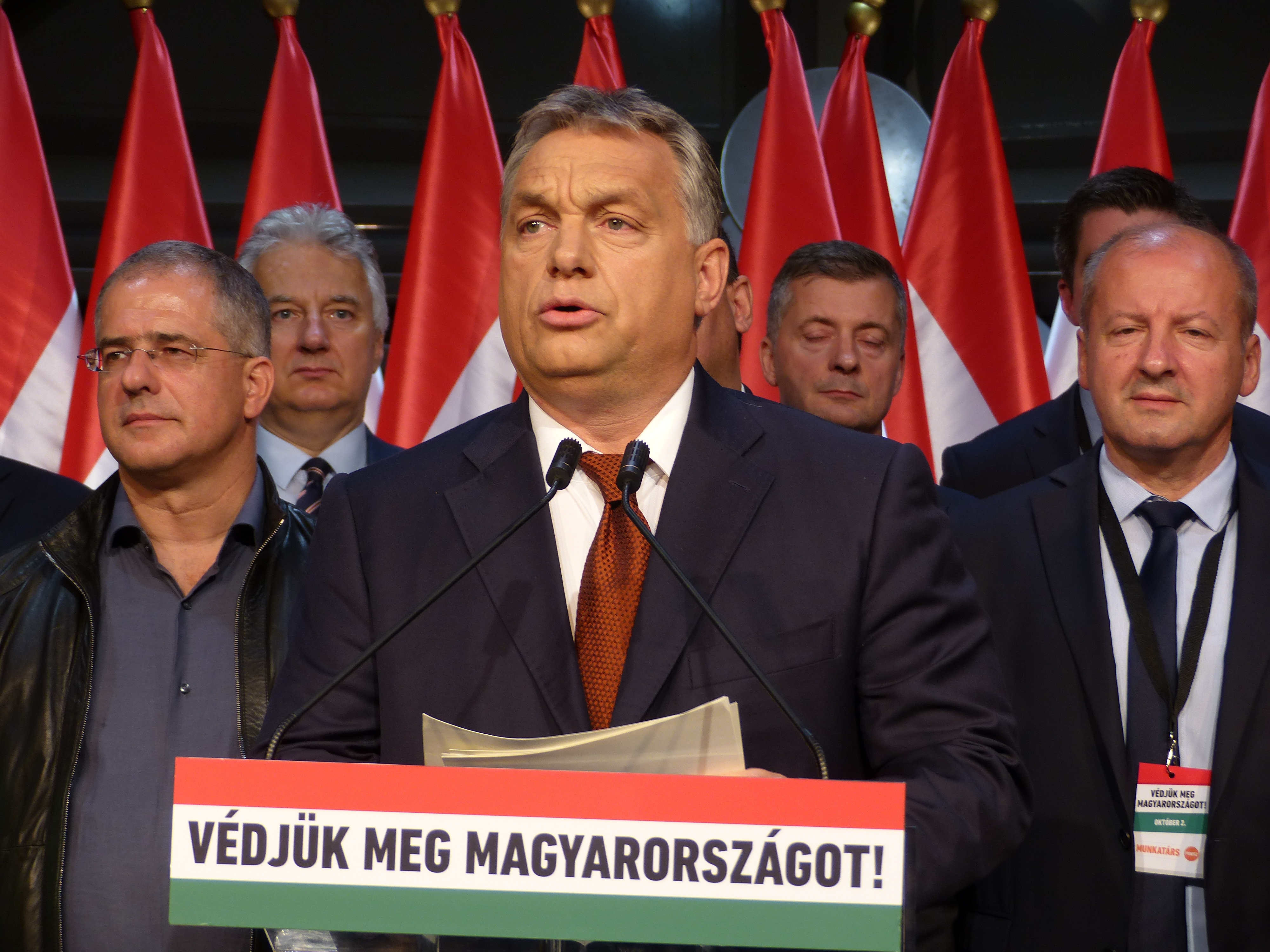
Orbán Viktor a Bálnában beszél a népszavazás után

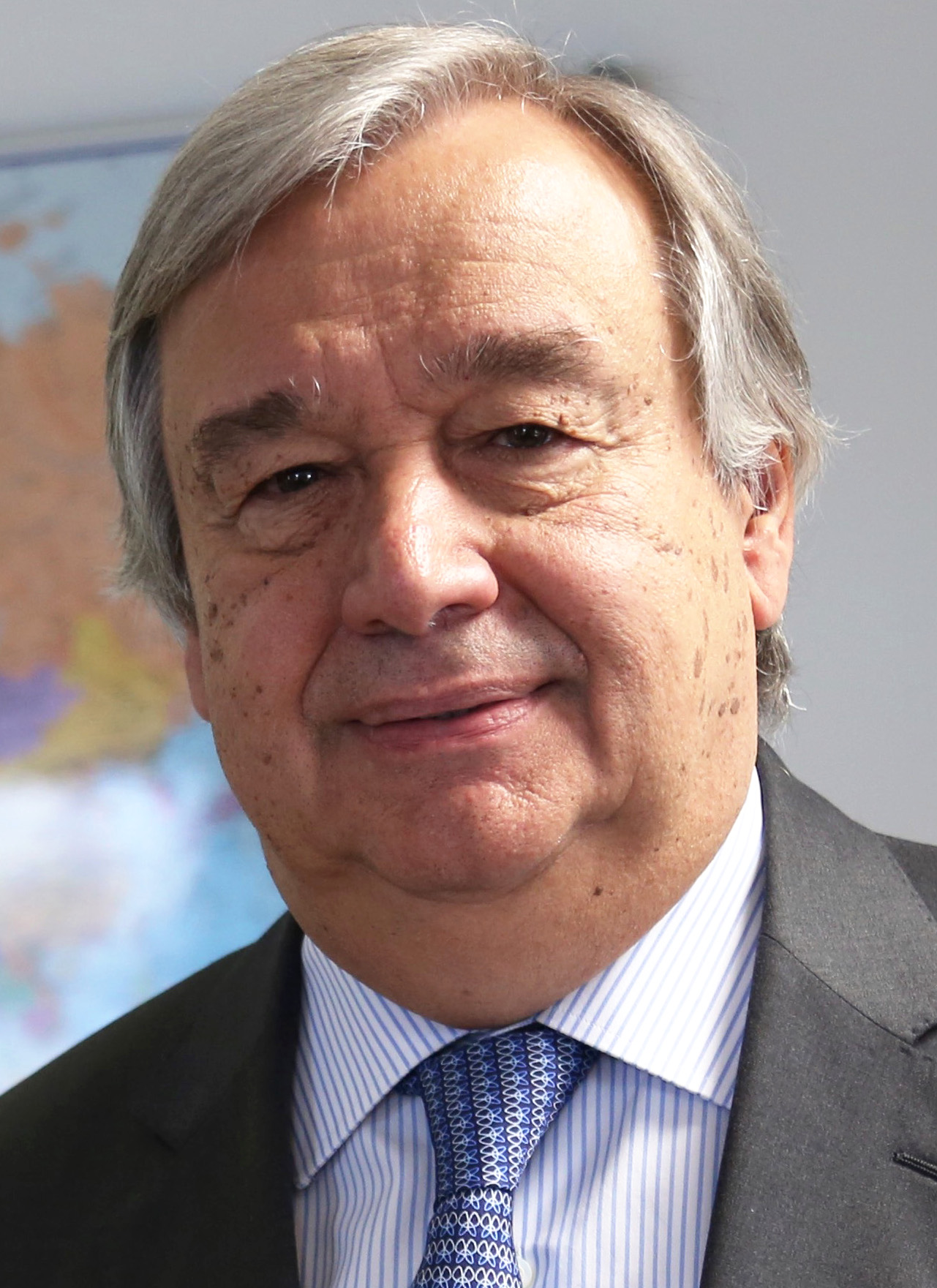
António Guterres, az ENSZ megválasztott főtitkára

- október 2. – A nem magyar állampolgárok az országba történő kötelező betelepítésével kapcsolatos népszavazás Magyarországon, melyen a részvételi arány 44%, az érvényes szavazatok aránya 41%, ez utóbbin belül a „nem” szavazatok aránya 98% lett.[72] (Az urnákhoz járulók az „Akarja-e, hogy az Európai Unió az Országgyűlés hozzájárulása nélkül is előírhassa nem magyar állampolgárok Magyarországra történő kötelező betelepítését?” kérdésre válaszolhattak igennel vagy nemmel.)[73][74]
- október 8. – Felfüggeszti a Népszabadság nyomtatott és internetes formában történő kiadását a kiadó, a Mediaworks Hungary Zrt.[75]
- október 13. – Az Egyesült Nemzetek Szervezete (ENSZ) 193 tagú Közgyűlése egyhangúlag a portugál António Guterrest választja meg a világszervezet következő főtitkárának.[76]
- október 17. – Rose Gottemoeller személyében hivatalba lép a NATO első női főtitkárhelyettese.[77]
- október 21. Kibertámadás indul a Dynamic Network Services Inc. (Dyn) internetes vállalkozás ellen; több nagy látogatottságú weboldal válik elérhetetlenné világszerte, mint például a Twitter, PayPal, eBay, Netflix.
- október 23. – A centrista Litván Gazdák és Zöldek Uniója (LGPU) nyeri a litván parlamenti választások második fordulóját, miután a pártszövetség 54 helyet szerzett meg a 141 fős parlamentben. (Az október 9-én megtartott első fordulót még a Haza Szövetsége-Litván Konzervatívok tömörülés nyerte.)[78]
- október 26. – Két földrengés is megrázza Olaszország középső részét, először egy, a Richter-skála szerinti 5,4-es erősségű – melynek epicentruma Marche és Umbria régió térségében, Macerata város területén volt –, majd másodszor egy 5,9-es fokozatú rengés, aminek epicentruma Perugiától 68 kilométerre keletre volt.[79]
- október 28.
  - Az athéni Nemzeti Műszaki Egyetem kutatói – több mint 500 év után – felnyitják Jézus sírját.[80]
  - Ismét miniszterelnökké választja Mariano Rajoyt, a júniusi választásokon győztes konzervatív Néppárt (PP) elnökét a spanyol parlament.[81]
- október 29. – Előrehozott parlamenti választást tartanak Izlandon, melyen a Függetlenségi Párt kapja a legtöbb szavazatot.[82]
- október 30.
  - Brüsszelben Donald Tusk, az Európai Tanács elnöke, Jean-Claude Juncker, az Európai Bizottság elnöke, Robert Fico, az unió soros elnökségét betöltő Szlovákia kormányfője és Justin Trudeau Kanada miniszterelnöke aláírja a Kanada és az Európai Unió között létrejött úgynevezett 'szabadkereskedelmi és partnerségi' megállapodást (CETA).[83]
  - A Richter-skála szerint 6,5-es erősségű földrengés rázza meg Olaszország középső részét, Umbria régióban, melynek epicentruma Norcia és Perugia között 10 kilométeres mélységben volt.[84] (Norciában leomlottak a bencés rend alapítójáról elnevezett Szent Benedek bazilika falai.)[85]

### November

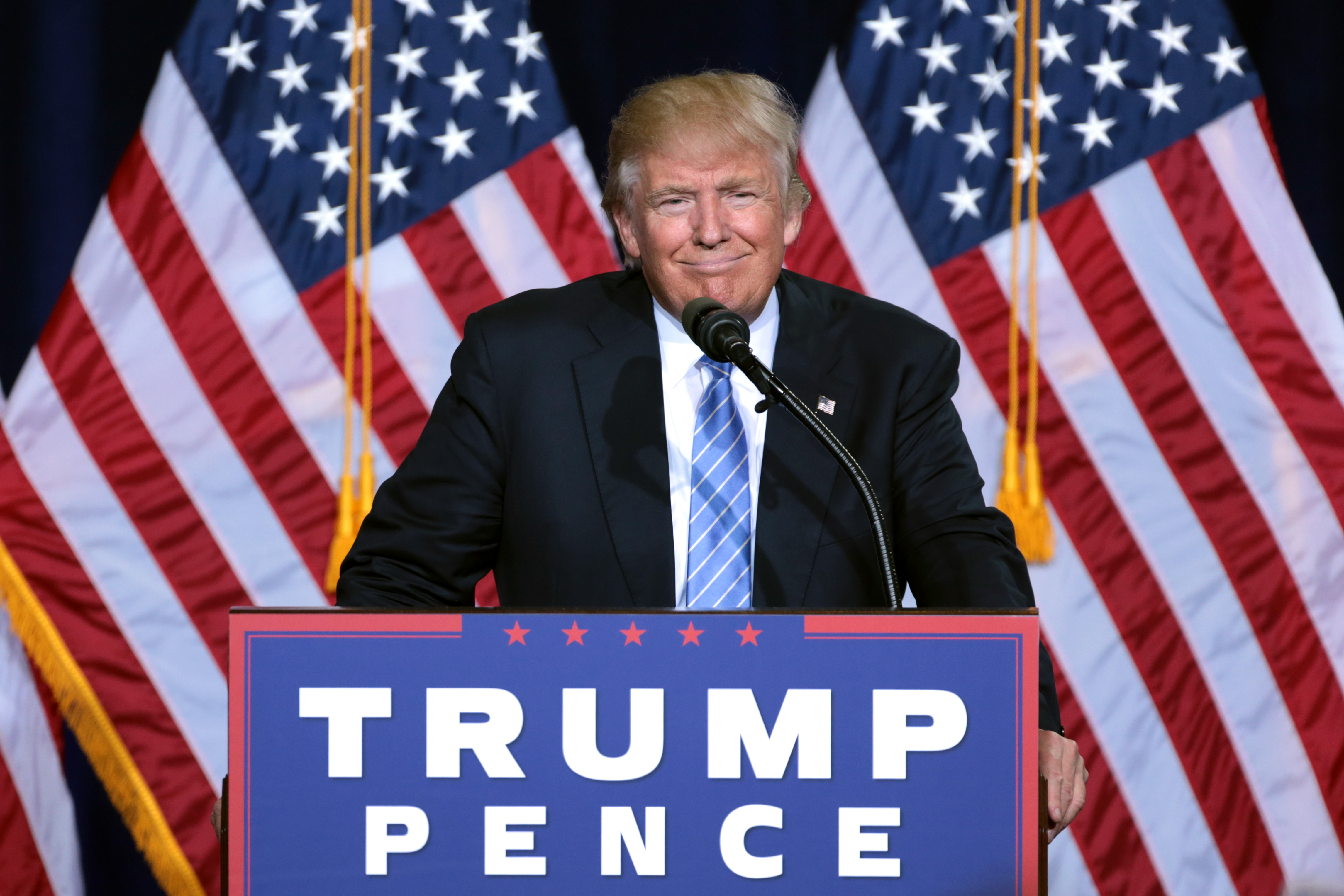
Donald Trump az USA 45. megválasztott elnöke

- november 4. – Életbe lép a 2015-ben aláírt párizsi klímavédelmi egyezmény.[86]
- november 8.
  - Az Országgyűlés elutasítja az alaptörvény 7. módosítását, amely megtiltotta volna idegen népesség Magyarországra telepítését.[87]
  - Az 58. amerikai elnökválasztás, amelynek győztese a Republikánus Párt jelöltje Donald Trump.[88]
- november 13. – A 2016-os moldovai elnökválasztás második fordulóját a Moldovai Köztársaság Szocialistáinak Pártja (PSRM) jelöltje, Igor Dodon nyeri a szavazatok 52 százalékával.[89]
- november 29. – Új védőburkot helyeznek a csernobili atomerőmű sérült blokkjára.[90]

### December
- december 1.
  - X. Ráma thaiföldi király trónra lépése.[91]
  - Elnökválasztás Gambiában, melynek győztese Adama Barrow lett. (Az országot 22 éven át irányító Yahya Jammeh elnök egy héttel később – szabálytalanságokra hivatkozva – elutasítja a választás végeredményét.)[92]
- december 4.
  - Matteo Renzi olasz kormányfő bejelenti lemondását, miután az által kezdeményezett alkotmányos reformról szóló népszavazás elbukott.[93] (Három nappal később benyújtotta lemondását az államfőnek, aki megbízta őt, hogy ügyvivőként vezesse a kabinetet az új kormány megalakításáig.)[94]
  - Az osztrák államfőválasztás megismételt második fordulója.[71]
- december 6. – A küldöttek 89,5 százaléka – egyedüli jelöltként – kilencszerre is Angela Merkelt választja a német Kereszténydemokrata Unió (CDU) elnökének.[95]
- december 11.
  - Parlamenti választások Romániában, mely a Szociáldemokrata Párt (PSD) győzelmével zárul. (Átlépi az ötszázalékos parlamenti küszöböt – a Liberálisok és Demokraták Szövetsége (ALDE), a Nemzeti Liberális Párt (PNL), a Népi Mozgalom Párt (PMP) és a Mentsétek meg Romániát Szövetség (USR) mellett – a Romániai Magyar Demokrata Szövetség (RMDSZ) színeiben indult, a Magyar Polgári Párt két jelöltjét is parlamentbe juttató magyar összefogás is.)[96]
  - Sergio Mattarella olasz államfő Paolo Gentilonit kéri fel – a korábban lemondott Matteo Renzi helyett – a balközép kormány vezetésére, aki másnap elfogadja a miniszterelnöki kinevezést.[93]
- december 17. – Mezőkeresztesi autóbusz-baleset
- december 19.
  - Egy 22 éves, szolgálaton kívüli rendőr, Mevlüt Mert Altintas rálő az ankarai kortárs művészetek galériájában Oroszország ankarai nagykövetére, Andrej Karlovra, aki életét veszíti.[97] (A merénylőt a különleges erők lelövik. Nem sokkal később az Egyesült Államok ankarai nagykövetségének bejáratánál egy fegyveres férfi lövöldözött és próbált bejutni a diplomáciai külképviselet épületébe, de a török rendőrség megakadályozta.)[98]
  - Kamionos terrortámadás Berlinben.
- december 22.
  - A szíriai polgárháborúban a kormányerők visszafoglalják az ország második legnagyobb városát, Aleppót a lázadóktól.
  - Bejelentik, hogy kifejlesztették az ebolavírus egyik törzse elleni védőoltást.[99]
- december 30. – Klaus Johannis román államfő Sorin Grindeanut, a december 11-i választások nyomán alakult PSD–ALDE szociálliberális parlamenti többség miniszterelnök-jelöltjét bízza meg kormányalakítással. (Grindeanu a parlamenti mandátumok több mint 47 százalékával rendelkező PSD második kormányfőjelöltje, miután az államfő december 27-én elutasította Sevil Shhaideh volt regionális fejlesztési miniszter kormányfői jelölését.)[100]

### Határozatlan dátumú események
- augusztus – A teljes orosz csapatot eltiltja a riói paralimpián való részvételtől a Nemzetközi Paralimpiai Bizottság (NPB).[101]
- szeptember
  - Szabadon bocsátják az amerikai hatóságok John Hinckley-t, aki 35 évvel korábban – 1981. március 30-án – rálőtt és megsebesítette az akkor két hónapja hivatalban lévő Ronald Reagan amerikai elnököt.[102]
  - Szíriában rakétatámadás éri az ENSZ és a Szíriai Arab Vörös Félhold (SARC) 31 teherautóból álló segélykonvoját, amely az Aleppótól nyugatra lévő Urem al-Kubra városba tartott. (A konvoj 18 gépjárművét kilőtték.)[103]
- október – Fegyveres harcok törnek ki a Kongói Demokratikus Köztársaság Kasai tartományában a kormánycsapatok és az ellenzéki Kamuina Nsapu milícia között. (A polgárháborús konfliktus civil áldozatainak száma – 2017 júniusáig – a katolikus egyház egy 2017. június 20-i közzétett jelentése szerint hozzávetőlegesen elérte a 3400 főt.)[104]

## Az év témái

### Kiemelt témák és évfordulós emlékévek 2016-ban

#### Kiemelt témák
- Az irgalmasság rendkívüli szentéve a római katolikus egyházban.

#### Kiemelt emlékévek
- az 1956-os forradalom és szabadságharc emlékéve[105]
- Széchenyi-emlékév - Gróf Széchenyi István születésének 225. évfordulója alkalmából[106]
- Szent Márton-emlékév a Savariában (a mai Szombathelyen) 1700 éve, 316-ban született Tours-i Szent Márton, Magyarország egyik védőszentje emlékére és tiszteletére.

#### Évszázados évfordulók
- 150 éve született Tömörkény István
- 125 éve született Makay Margit
- 120 éve született Nagy Imre
- 120 éve született Makláry Zoltán
- 100 éve született Paul Keres
- 100 éve született Somogyvári Rudolf
- 100 éve született Gregory Peck
- 100 éve született Yehudi Menuhin
- 100 éve született Simándy József
- 100 éve született Olivia de Havilland
- 100 éve született Kirk Douglas
- 100 éve született Grandpierre K. Endre
- 100 éve született Simonyi Károly
- 100 éve hunyt el Ferenc József
- 100 éve hunyt el Görgei Artúr

### 2016 a sportban

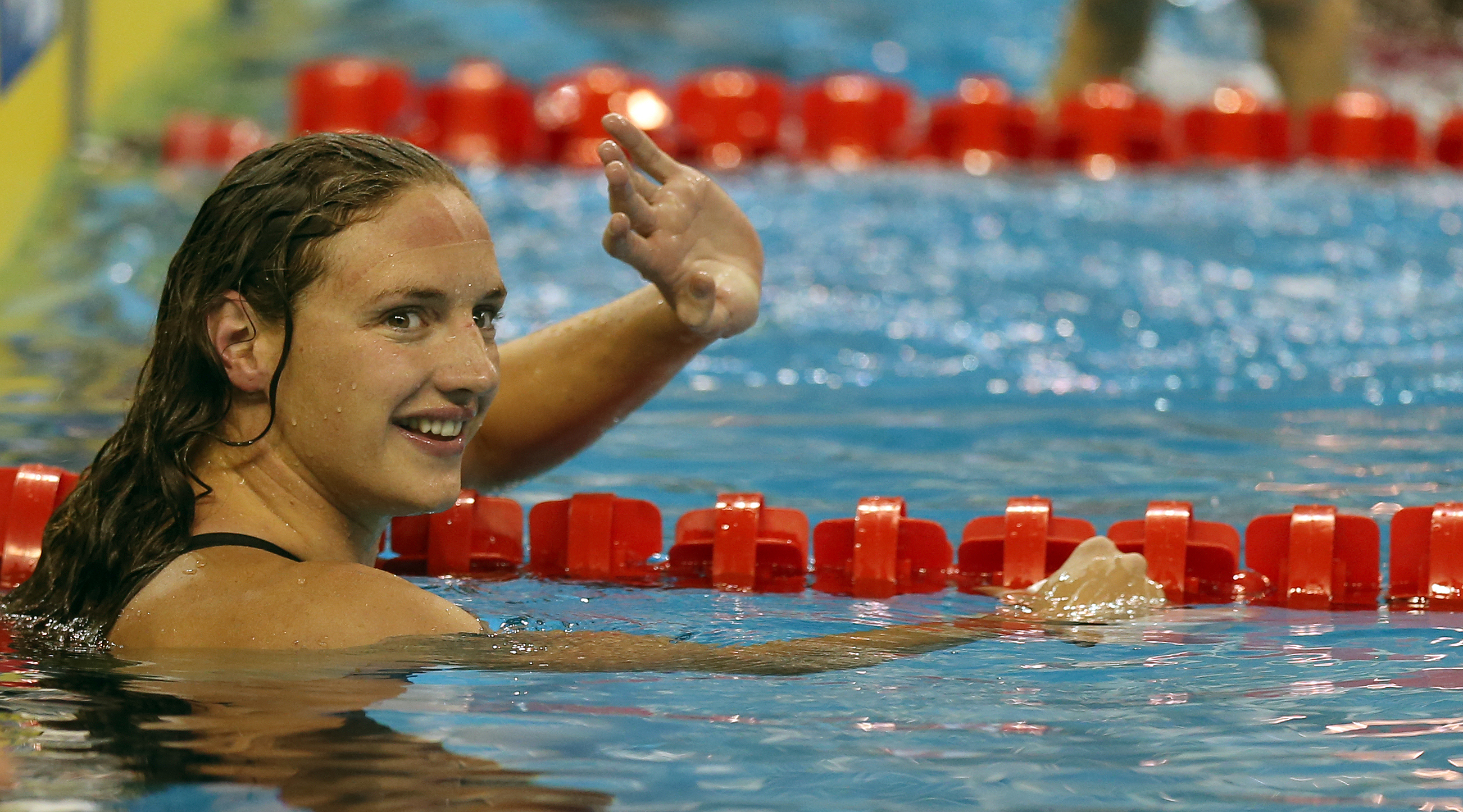
Hosszú Katinka 2016-os olimpiai és világbajnok úszónő

- március 1–19. – 2016-os női sakkvilágbajnokság volt Lvovban
- március 14–20. – Debrecen rendezte a 2016-os junior műkorcsolya- és jégtánc-világbajnokságot.[107]
- március 12. – Liu Shaolin Sándor 500 méteren aranyérmet nyert, öccse, Liu Shaoang pedig 1500-on ezüst-, 500-on bronzérmet szerzett a szöuli rövidpályás gyorskorcsolya világbajnokságon.
- május 3. – Megérkezett Brazíliába az olimpiai láng. (A Genfből Rióba érkezett lángot Dilma Rousseff államelnök indította el, mellyel 12 ezer futó, 329 várost érintve érkezik meg az augusztus 5-i nyitóünnepségre a Maracana Stadionba. Az első futó a 2008-as és a 2012-es olimpián aranyérmes brazil női röplabda válogatott csapatkapitánya, Fabiana Claudino volt.)[108]
- június 10. – július 10. – 2016-os UEFA Labdarúgó Európa-bajnokság
- augusztus 5–21. – 2016. évi nyári olimpiai játékok, Rio de Janeiro
- szeptember 1–14. – 2016-os sakkolimpia Bakuban
- szeptember 7–18. – 2016. évi nyári paralimpiai játékok, Rio de Janeiro

### 2016 az irodalomban
- Új magyar szöveggel, Nádasdy Ádám fordításában megjelenik Dante nagy műve, az Isteni színjáték (Magvető Kiadó).
- február 14. – A XX. alkalommal adják át a Molnár Pál által alapított nemzetközi irodalmi díjat, a Balassi Bálint-emlékkardot a Gellért szállóban. (A díjazottak Agócs Sándor költő és a Balassi Bálint verseit anyanyelvére fordító japán műfordítónő, Harada Kijomi.)

### 2016 a filmművészetben
- február 29. – A 88. Oscar-gálán Nemes Jeles László Saul fia című filmje nyerte a legjobb idegen nyelvű filmnek járó Oscar-díjat.

### 2016 a zenében
- Rihanna: Anti
- Beyoncé: Lemonade
- Alexandra Stan: Alesta
- Alicia Keys: Here
- Amanda Lear: Let Me Entertain You
- All Saints: Red Flag
- Bagossy Brothers Company: Vakít A Kék
- Benny Benassi: Danceaholic
- Britney Spears: Glory
- Bruno Mars: 24K Magic
- DJ BoBo: Mystorial
- Hooligans: Igaz történet
- Desperado: Best Of
- Fifth Harmony: 7/27
- The Monkees: Good Times!
- Craig David: Following My Intuition
- Céline Dion: Encore un soir
- Kanye West: The Life of Pablo
- Paul Young: Good Thing
- Red Hot Chili Peppers: The Getaway
- Rúzsa Magdolna: Érj hozzám
- Robbie Williams: The Heavy Entertainment Show
- Shawn Mendes: Illuminate
- Little Mix: Glory Days
- Tanita Tikaram: Closer to the People
- The Rolling Stones: Blue & Lonesome
- Macy Gray: Stripped
- Melanie Chisholm: Version of Me
- Sting: 57th & 9th
- Snoop Dogg: Coolaid
- Sophie Ellis-Bextor: Familia
- Kowalsky meg a Vega: Varázsszavak
- Lady Gaga: Joanne
- Zséda: Kémia

### 2016 a médiában
- március 25. – A Comedy Central-on elindult a Comedy Club.
- 2016-ban elindultak TV2 "legújabb" testvércsatornái, melynek eredményeként a korábbi PRO4 férficsatorna újrapozicionálódott, és felvette a Mozi+ nevet. A csatornák indulása óta átneveződött több is, a folyamat jelenleg is tart.
- szeptember 18. – Elindult a közmédia új televíziós csatornája, az oktatási és kulturális témákkal foglalkozó M5.[109]
- november 19. – A Class FM kereskedelmi rádió analóg sugárzása megszűnt, miután frekvenciaengedélye hét évvel az indulás után lejárt.[110]

### 2016 a természettudományokban
- Várható első plazmaművelet az első pozitív energiamérlegű magfúziós atomreaktorban (ITER)
- 2016. február 11-én bejelentették, hogy 2015. szeptember 14-én a LIGO gravitációs hullámokat megfigyelő obszervatórium mindkét detektora gravitációs hullámokat észlelt.[111] A kutatásban részt vett több tucat amerikai és európai kutatócsoport mellett a budapesti Eötvös Loránd Tudományegyetem és a debreceni MTA Atommagkutató Intézet összefogásában működő Eötvös Gravity Research Group (EGRG), valamint a Szegedi Tudományegyetem LSC csoportja és az MTA Wigner Fizikai Kutatóközpont.[112]

### 2016 a csillagászatban
- március 9. – Teljes napfogyatkozás volt megfigyelhető a Csendes-óceánon.
- május 9. – A Merkúr átvonult a Nap előtt.
- július 4. – Megérkezett a Jupiterhez a NASA Juno űrszondája.
- október 19. – Megérkezik a Marshoz az ExoMars marskutató űrszonda.

### 2016 a jogalkotásban
lásd 2016 a jogalkotásban

## Halálozások 2016-ban
- január 1. – Zsigmond Vilmos Oscar-díjas magyar operatőr (* 1930)
- január 5. – Vándor Kálmán magyar sportújságíró, dalszövegíró (* 1922)
- január 10. – David Bowie angol énekes, zeneszerző, producer (* 1947)
- január 14.
  - Alan Rickman Golden Globe-díjas angol színész (* 1946)
  - René Angélil 1994-2016-ig Céline Dion férje, kanadai énekes, zenei menedzser és rendező (* 1942)
- január 26. – Versényi László magyar színművész, szinkronszínész (* 1931)
- február 8. – Balázs Sándor magyar kertészmérnök, egyetemi tanár (* 1925)
- február 19. – Umberto Eco olasz író, filozófus (* 1932)
- február 25. – Psota Irén kétszeres Kossuth-díjas magyar színművész, a nemzet színésze (* 1929)
- március 24. – Johan Cruijff háromszoros aranylabdás holland labdarúgó, edző (* 1947)
- március 25. – Pozsgay Imre magyar politikus, államminiszter, egyetemi tanár (* 1933)
- március 30. – Krencsey Marianne magyar színművésznő (* 1931)
- március 31.
  - Kertész Imre Nobel- és Kossuth-díjas magyar író, műfordító (* 1929)
  - Biszku Béla kommunista politikus, belügyminiszter (* 1921)
- április 21. – Prince amerikai énekes, zenész, dalszövegíró (* 1958)
- május 9. – Deim Pál Kossuth-díjas magyar festőművész, a nemzet művésze (* 1932)
- május 20. – Rajhona Ádám Jászai Mari-díjas színész, érdemes művész (* 1943)
- június 3. – Muhammad Ali olimpiai (1960) és háromszoros világbajnok (WBC, 1964, 1974, 1978) ökölvívó (* 1942)
- június 6. – Aigner Szilárd magyar meteorológus (* 1946)
- június 27. – Bud Spencer olasz színész, filmrendező, úszó, vízilabdázó (* 1929)
- június 28. – Csete György Kossuth-díjas magyar építészmérnök, a nemzet művésze (* 1937)
- július 2. – Elie Wiesel Nobel-békedíjas amerikai író, egyetemi tanár, a holokauszt túlélője (* 1928)
- július 14. – Esterházy Péter Kossuth-díjas magyar író (* 1950)
- július 19. – Somló Tamás magyar énekes, zenész, az LGT tagja (* 1947)
- július 20. – Lux Elvira magyar szexuálpszichológus (* 1929)
- augusztus 6. – Laux József magyar rock- és jazzdobos, az Omega és az LGT tagja (* 1943)
- augusztus 23. – Nagy Béla kertészmérnök, dendrológus, egyetemi oktató (* 1928k.)
- augusztus 29. – Gene Wilder amerikai színész, író, forgatókönyvíró (* 1933)
- szeptember 12. – Csoóri Sándor, kétszeres Kossuth-díjas és kétszeres József Attila-díjas magyar költő, esszéíró, prózaíró, politikus, a nemzet művésze (* 1930)
- szeptember 20. – Curtis Hanson Oscar-díjas amerikai forgatókönyvíró, rendező és producer (* 1945)
- szeptember 28. – Simón Peresz lengyelországi születésű izraeli politikus, Izrael Állam 9. elnöke (* 1923)
- október 9. – Andrzej Wajda Oscar-díjas lengyel filmrendező (* 1926)
- október 13. – Kovács Piroska tanár, néprajzi gyűjtő
- október 25. – Bara Margit Kossuth- és Balázs Béla-díjas magyar színésznő (* 1928)
- október 27. – Sipos András agrármérnök, a Szarvasi Arborétum igazgatója (* 1932)
- október 30. – Józsa Imre Jászai Mari-díjas magyar színész, szinkronszínész (* 1954)
- november 6. – Kocsis Zoltán kétszeres Kossuth-díjas magyar zongoraművész, karmester (* 1952)
- november 7. – Leonard Cohen kanadai költő, regényíró, énekes, dalszövegíró (* 1934)
- november 11. – Robert Vaughn amerikai színész (* 1932)
- november 25. – Fidel Castro kubai kommunista forradalmár, politikus (* 1926)
- december 4. – Dévényi Ádám magyar dalszerző-előadó (* 1957)
- december 18. – Gábor Zsazsa Golden Globe-díjas magyar színésznő (* 1917)
- december 20. – Graham Shelby brit történelmi regényíró (* 1939)
- december 24. – Rick Parfitt angol rockzenész, zeneszerző, gitáros ( *1948)
- december 25. – George Michael kétszeres Grammy-díjas angol énekes-dalszerző (* 1963)
- december 27. – Carrie Fisher amerikai színésznő, forgatókönyvíró, író (* 1956)
- december 28. – Debbie Reynolds amerikai színésznő (Ének az esőben) (* 1932)

## Nobel-díjak és Nobel-díjasok
| Béke                        | Juan Manuel Santos                                                | "az országában több mint ötven éve tartó polgárháború befejezéséért tett erőfeszítéseiért"/„for his resolute efforts to bring the country's more than 50-year-long civil war to an end”.         |
| Fizikai                     | David J. Thouless, F. Duncan M. Haldane , John Michael Kosterlitz | "A topológiai fázisátalakulással és az anyag topológiai fázisaival kapcsolatos felfedezéseiért"/„for theoretical discoveries of topological phase transitions and topological phases of matter”. |
| Kémiai                      | Jean-Pierre Sauvage, Fraser Stoddart , Ben Feringa                | "molekuláris gépek tervezéséért és megvalósításáért"/„for the design and synthesis of molecular machines”                                                                                        |
| Orvosi-élettani             | Ószumi Josinori                                                   | "az autofágia működésének felfedezésért"/„for his discoveries of mechanisms for autophagy” |
| Irodalmi                    | Bob Dylan                                                         | "amiért új kifejezőeszközökkel gazdagította az amerikai dal hagyományát"/„"for having created new poetic expressions within the great American song tradition".”                                 |
| Közgazdasági Nobel-emlékdíj | Oliver Hart , Bengt Holmström                                     | "for their contributions to contract theory"/„szerződéselmélet területén folytatott kutatásaikért”                                                                                               |

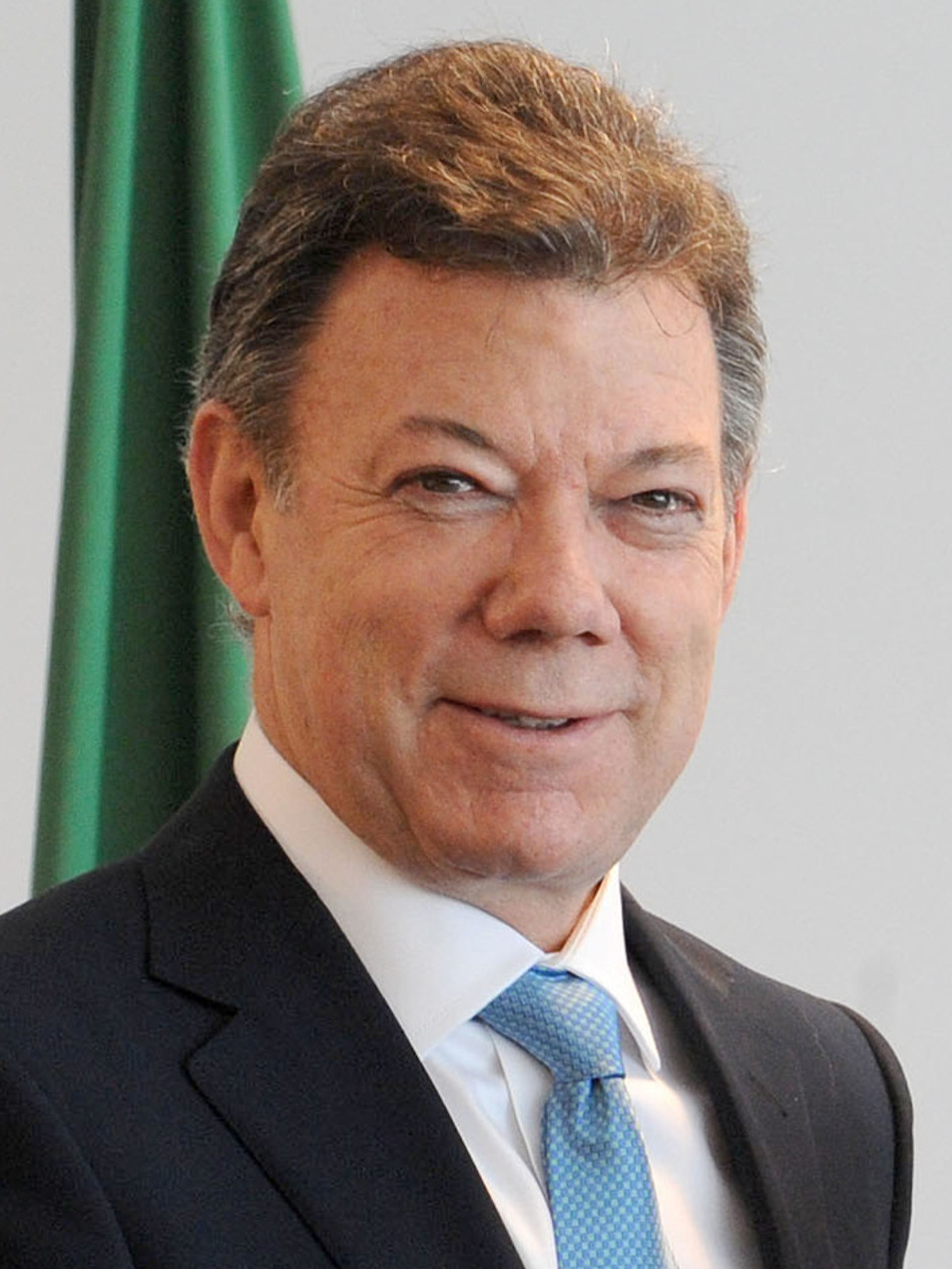
Juan Manuel Santos
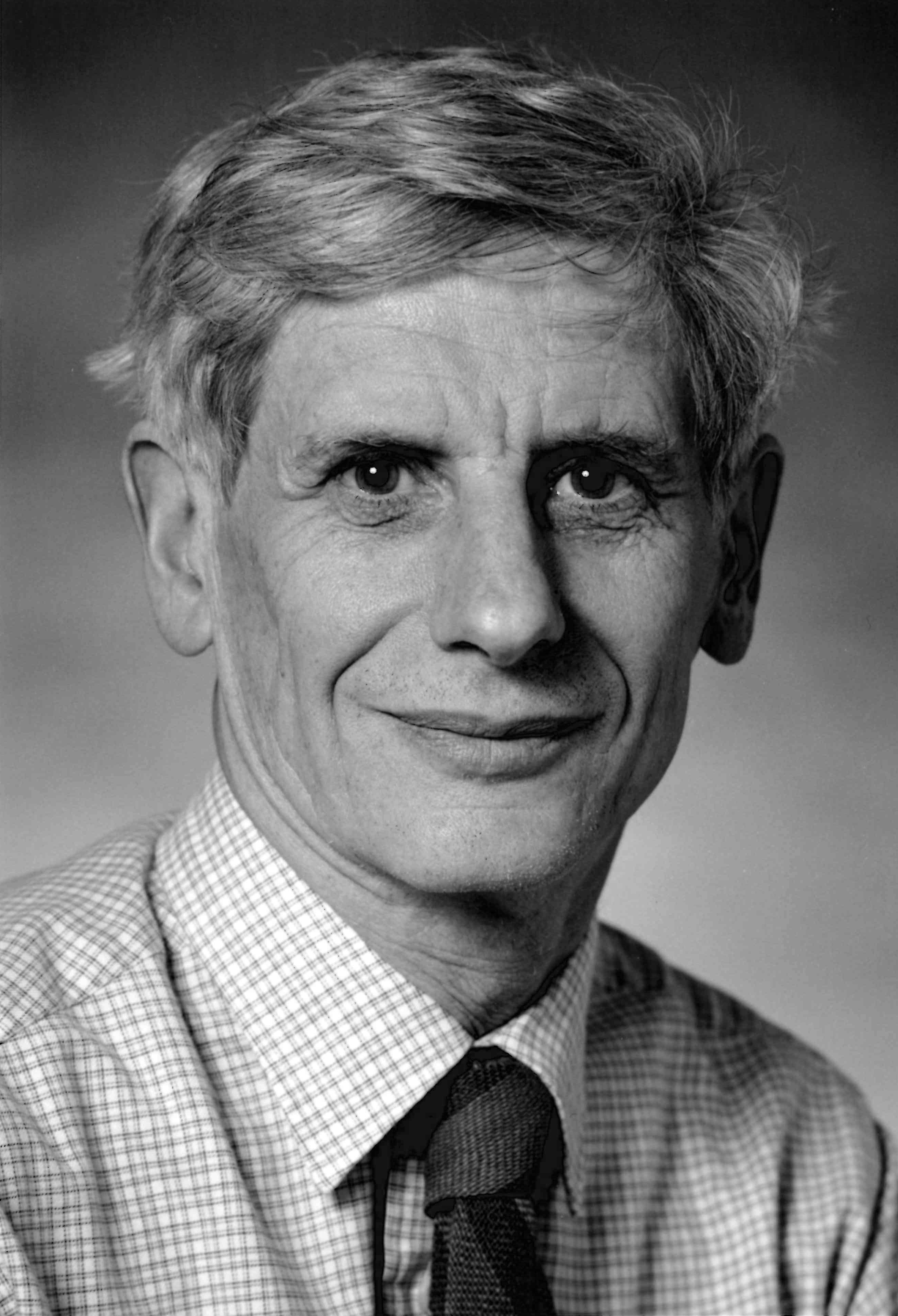
David J. Thouless
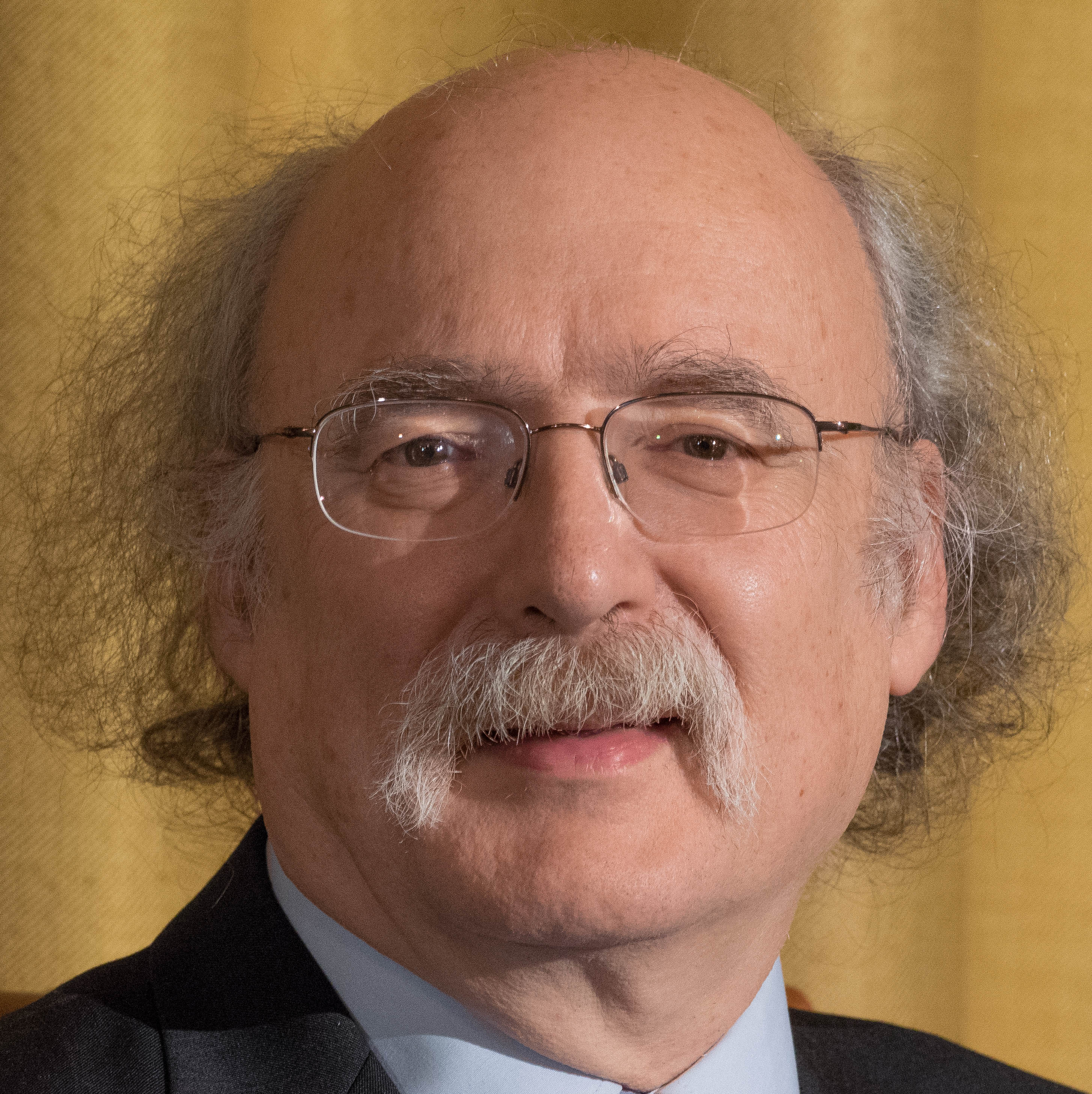
Duncan M. Haldane
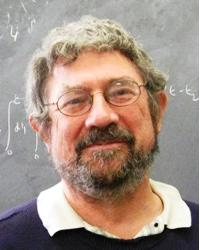
John Michael Kosterlitz
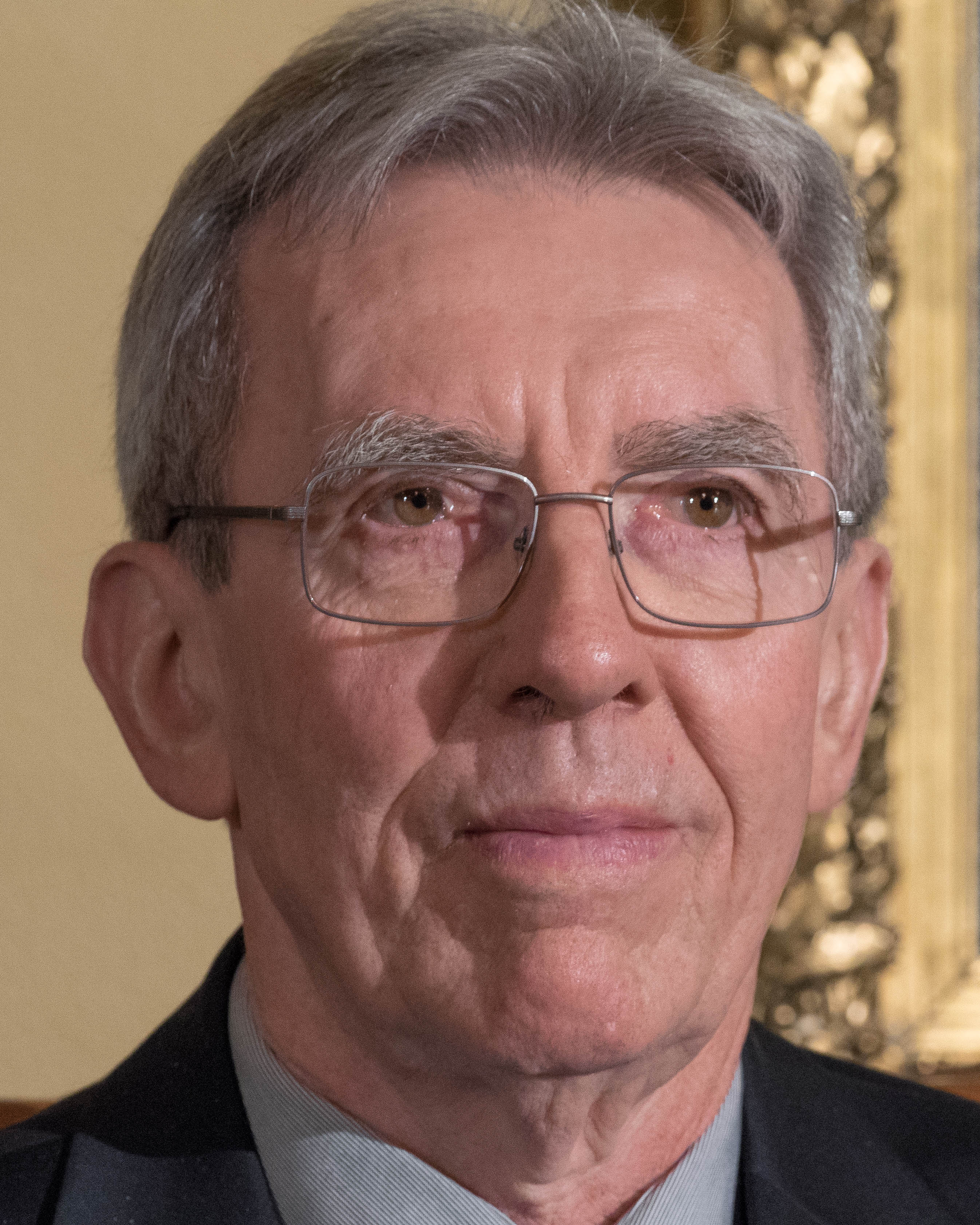
Jean-Pierre Sauvage
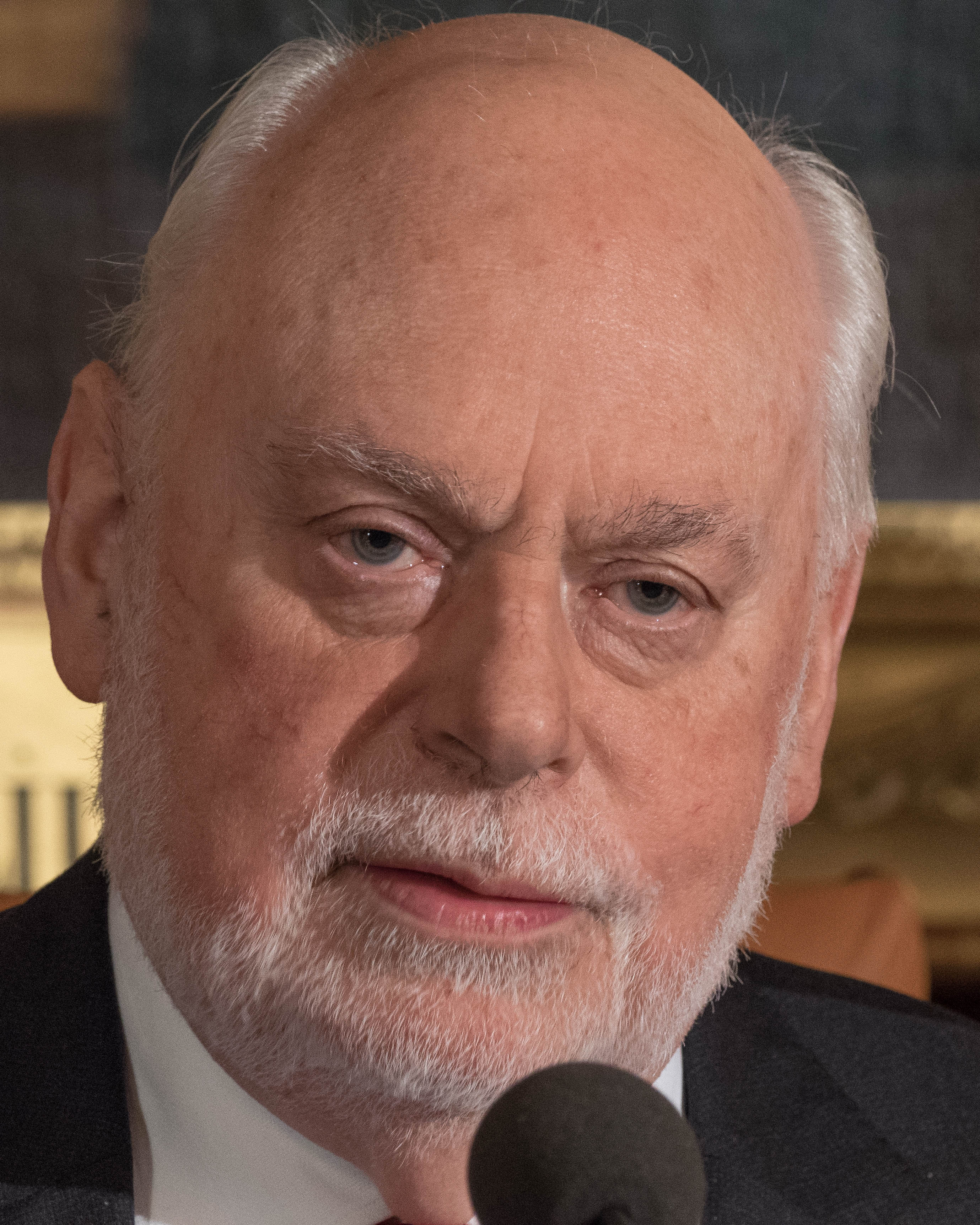
Fraser Stoddart
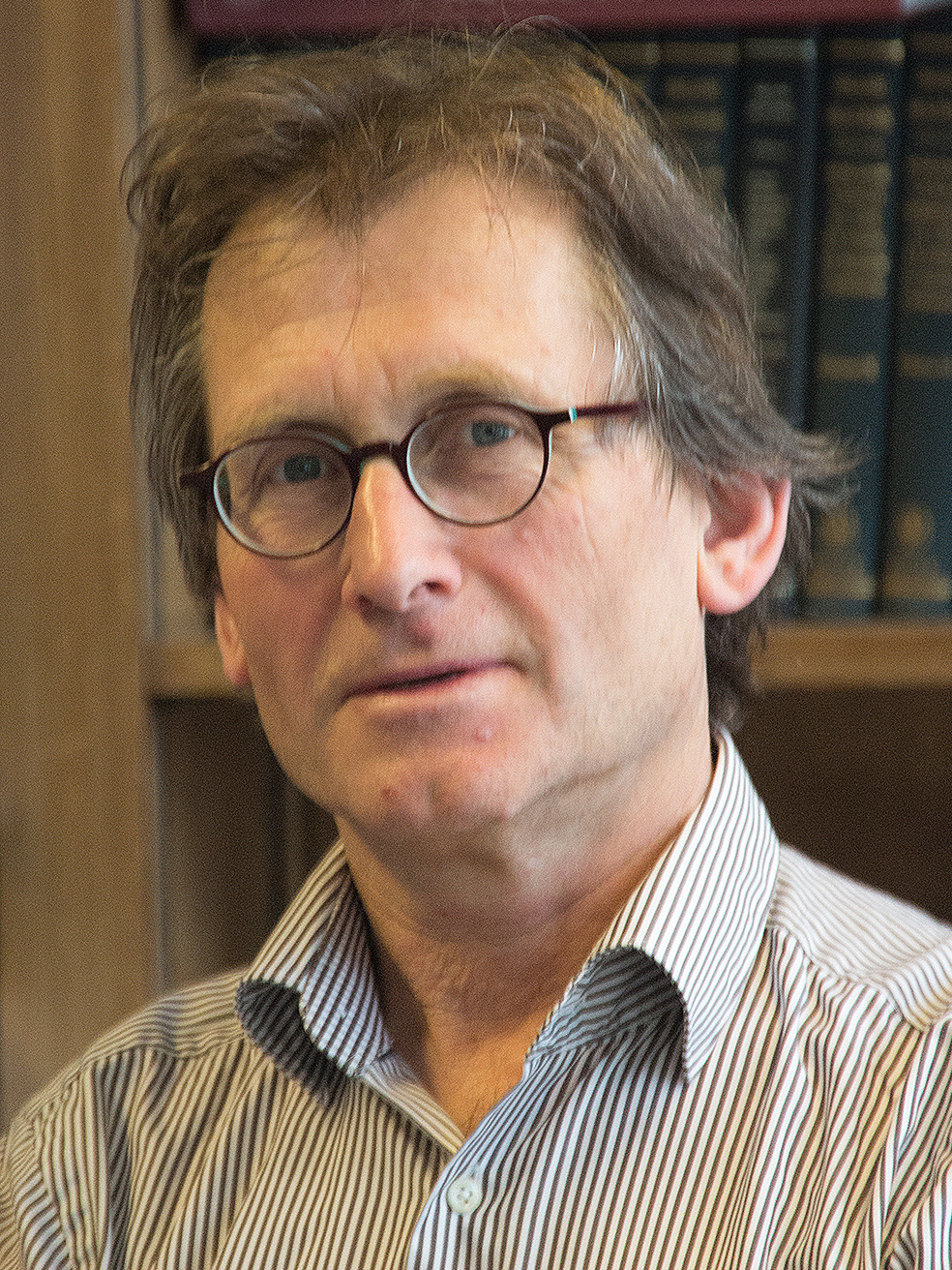
Ben Feringa
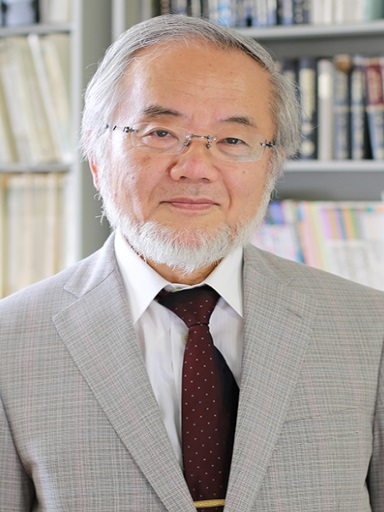
Ószumi Josinori
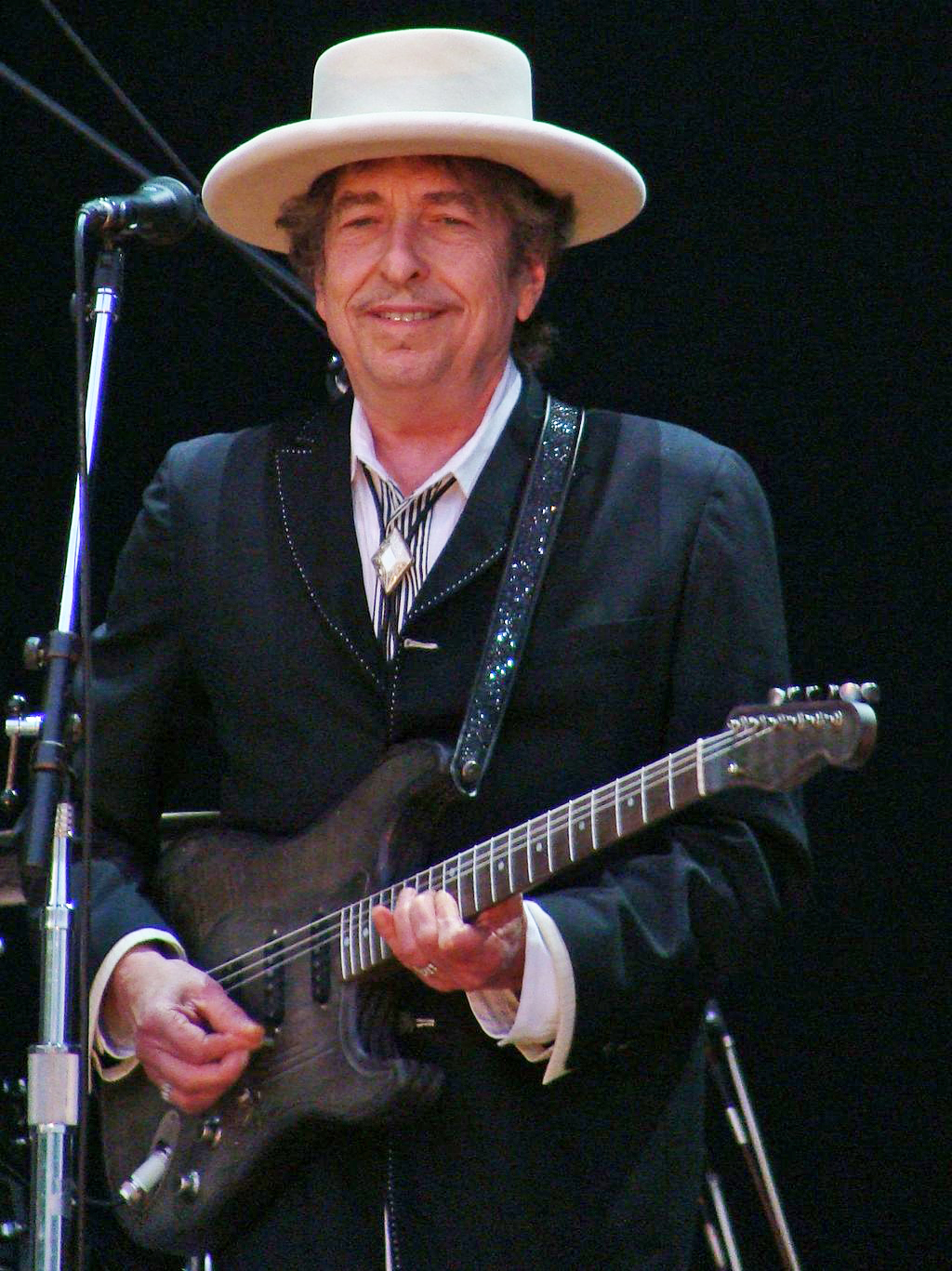
Bob Dylan
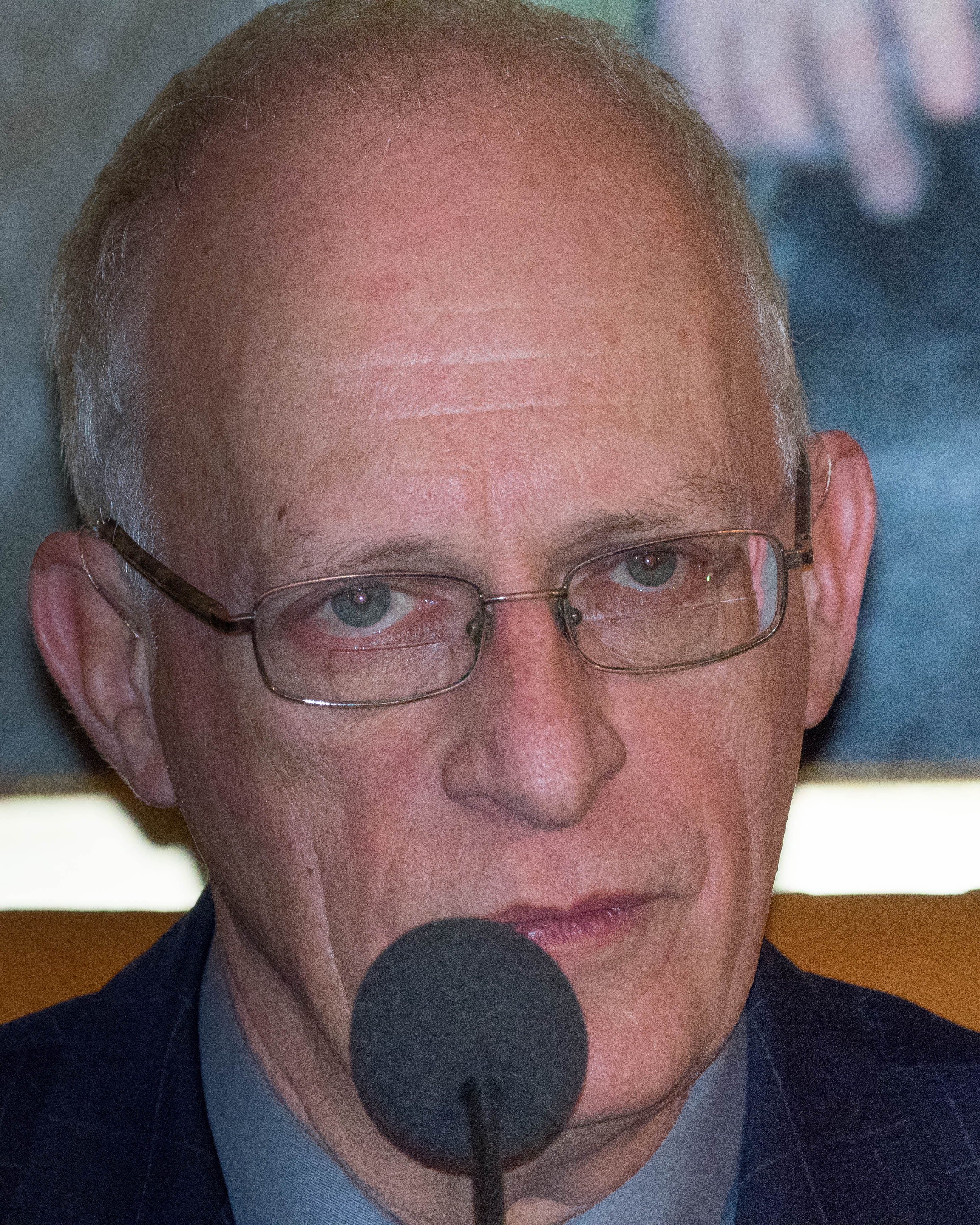
Oliver Hart
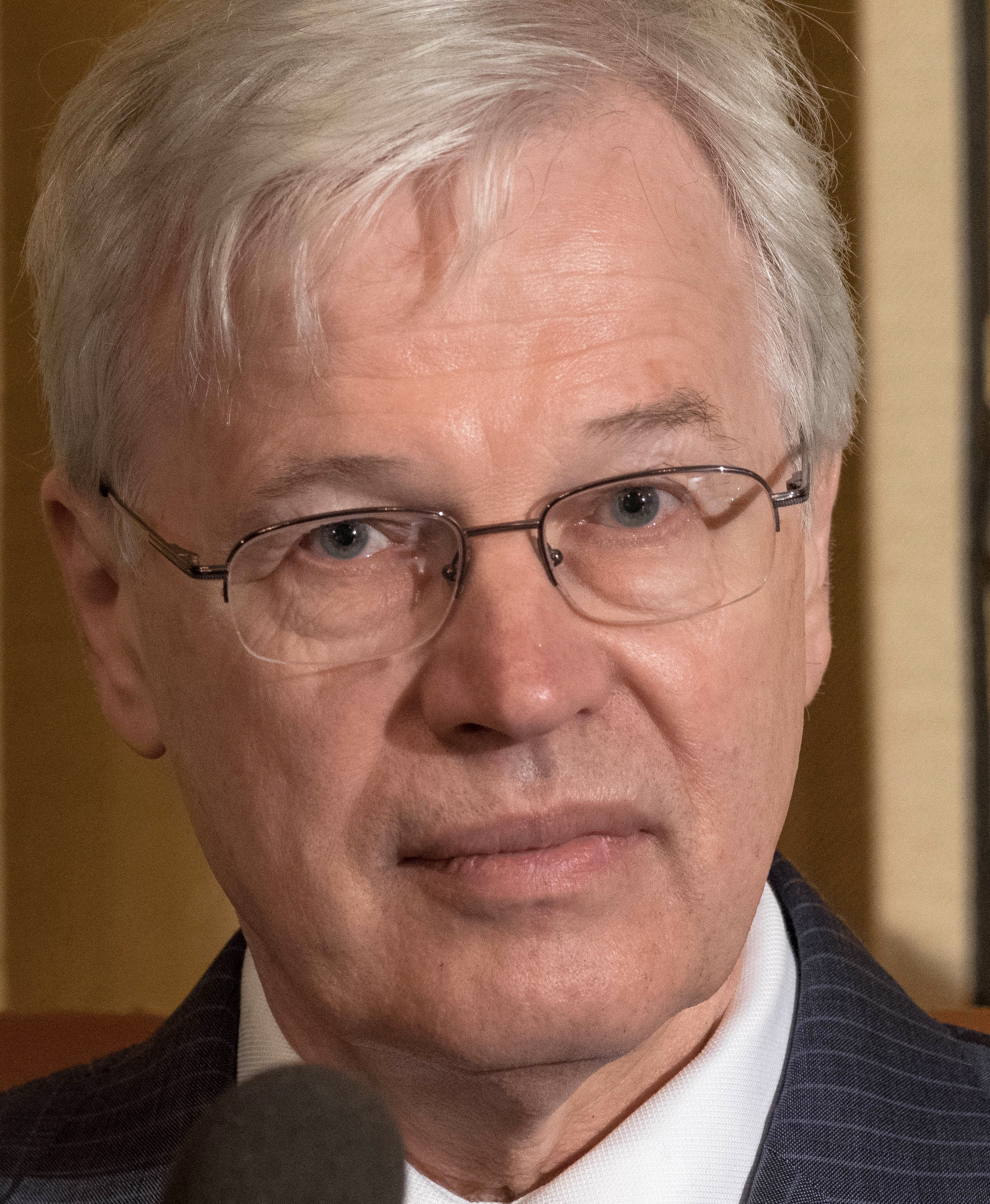
Bengt Holmström